# Bataille de Guadalcanal
Vous lisez un « article de qualité » labellisé en 2014.
Pour les articles homonymes, voir Bataille de Guadalcanal (homonymie).
Seconde Guerre mondiale – Guerre du Pacifique
Batailles
Campagne de Guadalcanal

Terrestres : 
- Tulagi et Gavutu–Tanambog
- Tenaru
- Edson's Ridge
- Rivière Matanikau
- Henderson Field
- Offensive de la Matanikau
- Koli Point
- Carlson's patrol
- Monts Austen

Navales :
- Île de Savo
- Salomon orientales
- Cap Espérance
- Îles Santa Cruz
- Bataille navale de Guadalcanal
- Tassafaronga
- Ke
- Îles de Renell

Terrestres : 
- Invasion de Tulagi
- Guadalcanal
- Opération Ke
- Nouvelle-Géorgie
- Vella Lavella
- Îles du Trésor
- Choiseul
- Bougainville
- Îles Green

Navales :
- Détroit de Blackett
- I-Go
- Bataille du golfe de Kula
- Kolombangara
- Golfe de Vella
- Vella Lavella (navale)
- Baie de l'Impératrice Augusta
- Horaniu
- Cap Saint-George

La bataille de Guadalcanal, également connue sous l'appellation campagne de Guadalcanal et sous le nom de code opération Watchtower par les forces alliées, est une importante bataille de la Seconde Guerre mondiale sur le théâtre d'opérations de l'océan Pacifique qui s'est déroulée entre le 7 août 1942 et le 9 février 1943 sur et autour de l'île de Guadalcanal, dans le cadre de la campagne des îles Salomon. Ce fut la première offensive majeure des forces alliées contre l'empire du Japon.
Le 7 août 1942, les forces alliées, majoritairement américaines, débarquèrent sur les îles de Guadalcanal, Tulagi et Florida, dans le Sud des îles Salomon, avec l'objectif d'empêcher les Japonais de les utiliser pour menacer les voies logistiques et de communication entre les États-Unis, l'Australie et la Nouvelle-Zélande. Les Alliés avaient également l'intention d'utiliser Guadalcanal et Tulagi comme bases pour soutenir une campagne dont l'objectif était de capturer ou neutraliser la base principale japonaise de Rabaul sur l'île de Nouvelle-Bretagne. Ils submergèrent les défenseurs japonais en infériorité numérique, qui occupaient les îles depuis mai 1942, et prirent Tulagi et Florida ainsi qu'un aérodrome, appelé plus tard piste Henderson, qui était en construction sur Guadalcanal. De puissantes forces navales des États-Unis appuyèrent les débarquements.
Surpris par l'offensive alliée, les Japonais firent plusieurs tentatives entre août et novembre 1942 pour reprendre la piste. Trois batailles terrestres majeures, sept batailles navales (cinq opérations nocturnes et deux batailles de porte-avions) et des batailles aériennes continues, presque quotidiennes, culminèrent à la bataille navale décisive de Guadalcanal au début du mois de novembre 1942 au cours de laquelle la dernière tentative des Japonais de bombarder l'aérodrome depuis la mer et la terre avec suffisamment de troupes pour la reprendre, fut défaite. Au mois de décembre 1942, ils renoncèrent à toute nouvelle tentative puis évacuèrent le reste de leurs forces le 7 février 1943, face à une offensive du XIVe corps de l’US Army, cédant ainsi l'île aux Alliés.
Sur le théâtre d'opérations du Pacifique, la campagne de Guadalcanal fut une victoire stratégique interarmes importante des forces alliées sur les Japonais. Ces derniers avaient atteint le point culminant de leurs conquêtes dans le Pacifique et Guadalcanal marque pour les Alliés le passage d'une série d'opérations défensives à une stratégie offensive et le début de leur campagne de reconquête des îles Salomon, de la Nouvelle-Guinée et du Pacifique central, qui aboutira à la reddition finale du Japon à la fin de la Seconde Guerre mondiale.

## Cadre général

### Considérations stratégiques
Le 7 décembre 1941, les forces japonaises attaquèrent la flotte du Pacifique des États-Unis stationnée à Pearl Harbor dans l'archipel des îles Hawaï. L'attaque paralysa une grande partie de la flotte américaine de cuirassés et précipita formellement l'état de guerre ouverte entre les deux nations. Les buts initiaux des dirigeants japonais étaient de neutraliser la marine américaine, saisir des possessions riches en ressources naturelles et établir des bases militaires stratégiques pour défendre l'empire du Japon dans l'océan Pacifique et en Asie. Pour parvenir à ces objectifs, les forces japonaises occupèrent les Philippines, la Thaïlande, la Malaisie britannique, Singapour, la Birmanie, les Indes orientales néerlandaises, l'atoll de Wake, les îles Gilbert, la Nouvelle-Bretagne et Guam. Le reste des puissances alliées, dont le Royaume-Uni, l'Australie et les Pays-Bas, avait également été attaqué par le Japon et se joignit aux États-Unis.
Deux tentatives des Japonais pour poursuivre leur initiative stratégique et étendre leur périmètre de défense dans le Sud et le Centre du Pacifique jusqu'à menacer l'Australie et Hawaï, voire la côte Ouest des États-Unis, furent contrecarrées lors des batailles navales de la mer de Corail et de Midway. La mer de Corail fut une impasse tactique, mais une victoire stratégique des Alliés qui ne devint évidente que bien plus tard. Midway fut non seulement la première victoire majeure contre les Japonais, mais elle permit également de réduire significativement la capacité offensive des forces aéronavales du Japon. Elle n'en réduisit pas pour autant l'état d'esprit offensif des Japonais pour plusieurs mois cruciaux, au cours desquels ces derniers accumulèrent les erreurs en allant de l'avant avec des décisions impétueuses voire inconsidérées, telles que la tentative d'assaut contre Port Moresby par la piste Kokoda. Jusque-là, les Alliés étaient sur la défensive dans le Pacifique mais ces victoires stratégiques leur fournirent l'opportunité de reprendre l'initiative face à l'ennemi nippon.
Les Alliés choisirent les îles Salomon (un protectorat du Royaume-Uni), plus précisément les îles méridionales de Guadalcanal, Tulagi et Florida comme premier objectif. La Marine impériale japonaise (MIJ) avait envahi Tulagi au mois de mai 1942 et construit une base d'hydravions à proximité. L'inquiétude des Alliés s'amplifia largement lorsqu'au début du mois de juillet 1942, la MIJ commença la construction d'un grand aérodrome à Lunga Point, sur l'île voisine de Guadalcanal. À partir d'une telle base, les bombardiers japonais à long rayon d'action pourraient menacer les lignes de communications maritimes entre la côte Ouest des Amériques et la côte Est de l'Australie. Vers le mois d'août 1942, les Japonais disposaient sur l'île de Tulagi et les îles environnantes d'environ 900 soldats de l'infanterie de marine et, sur l'île de Guadalcanal, de 2 800 hommes (dont 2 200 travailleurs forcés et administrateurs coréens, de même que des spécialistes japonais de la construction). Ces bases pouvaient, à terme, protéger la base japonaise principale de Rabaul, menacer les approvisionnements, les lignes de communication des Alliés et enfin constituer une zone de transit pour une offensive planifiée contre les îles Fidji, la Nouvelle-Calédonie et les îles Samoa (opération FS). Les Japonais prévoyaient ainsi de déployer 45 chasseurs et 60 bombardiers sur Guadalcanal. Dans la stratégie générale pour l'année 1942, ces avions pouvaient fournir la couverture aérienne pour la progression des forces navales japonaises dans le Pacifique Sud.
Le plan allié pour l’invasion des îles Salomon méridionales fut conçu par l'amiral américain Ernest King, commandant en chef de la flotte des États-Unis. Il proposa l'offensive, d'une part pour interdire l'usage des îles par les Japonais comme bases opérationnelles pour menacer les routes d'approvisionnement entre les États-Unis et l'Australie, et d'autre part afin de les utiliser comme points de départ de la reconquête. Avec le consentement tacite du président Franklin Roosevelt, l'amiral préconisa également l'invasion de Guadalcanal. Du fait que les États-Unis appuyaient la proposition britannique de donner la priorité à la défaite de l'Allemagne avant le Japon, le théâtre d'opérations du Pacifique devait en permanence rivaliser avec le théâtre d'opérations européen pour l'attribution des effectifs et des moyens. C'est pourquoi le général d'armée américain Georges C. Marshall s'opposa à la campagne proposée par l'amiral King et demanda à qui devait échoir le commandement de l'opération. King lui rétorqua que la Navy et les Marines mèneraient l'opération par leurs propres moyens et donna pour instruction à l'amiral Chester Nimitz d'entamer la planification préliminaire. King gagna finalement la bataille argumentaire contre Marshall et les préparatifs de l'invasion se poursuivirent avec le soutien de l'état-major conjoint interarmées (Combined Joint Chiefs of Staff – CJCS).
Le CJCS fixa pour objectif de l'année 1942-43 que la prise de Guadalcanal soit mise en œuvre conjointement à une offensive alliée en Nouvelle-Guinée sous le commandement du général Douglas MacArthur, pour conquérir les îles de l'Amirauté ainsi que l'archipel Bismarck, incluant l'île principale de Rabaul. La directive considérait que le but était la reconquête des Philippines,,. Le comité des chefs d'état-major interarmées créa le « théâtre d'opérations du Pacifique Sud », qui fut placé sous le commandement du vice-amiral Robert L. Ghormley le 19 juin 1942, afin de mener à bien l'offensive sur les îles Salomon. L'amiral Nimitz, basé à Pearl Harbor, fut nommé commandant en chef des forces du Pacifique,,.

### Corps expéditionnaire
|  |  |  |

Au mois de mai 1942, dans le cadre des préparatifs pour l'offensive dans le Pacifique, le major-général Alexander Vandegrift du Corps des Marines reçut l'ordre de transférer sa 1re division des Marines des États-Unis vers la Nouvelle-Zélande. D'autres forces terrestres, navales et aériennes des Alliés furent mises en place ou renforcèrent les bases des Fidji, des Samoa, des Nouvelles-Hébrides et de Nouvelle-Calédonie,. Espiritu Santo, dans les Nouvelles-Hébrides, fut choisi comme quartier général et base principale pour l'offensive baptisée du nom de code « operation Watchtower », avec pour date de début le 7 août 1942.
Dans un premier temps, l'offensive alliée visait seulement Tulagi et les îles Santa Cruz, omettant la grande île de Guadalcanal. Cependant, après la découverte, lors de reconnaissances alliées, de travaux de construction d'un aérodrome japonais sur Guadalcanal, sa capture fut ajoutée aux objectifs et l'opération sur Santa Cruz fut abandonnée. Les Japonais, par renseignement d'origine électromagnétique, étaient informés du mouvement à grande échelle des forces alliées dans la zone du Pacifique Sud, mais en conclurent que les Alliés renforçaient l'Australie, voire Port Moresby en Nouvelle-Guinée.
Les forces d'invasion comprenant 75 bâtiments de guerre et de transport, incluant des navires des États-Unis et d'Australie, se rassemblèrent près des Fidji, le 26 juillet 1942, où elles participèrent à la répétition générale d'un débarquement avant de partir pour Guadalcanal le 31 juillet,. Le commandant du corps expéditionnaire allié était le vice-amiral américain Frank J. Fletcher, dont le pavillon se trouvait sur le porte-avions USS Saratoga. Le commandant des forces amphibies chargées du transport et du débarquement des troupes était le contre-amiral Richmond K. Turner. Le major-general Vandegrift, quant à lui, commandait les 16 000 hommes d'infanterie, essentiellement des Marines américains, affectés au débarquement.
Les troupes envoyées à Guadalcanal sortaient directement de l'entraînement. Elles étaient équipées du fusil Springfield M1903 à culasse à verrou et d'une dotation de munitions pour dix jours de combat. En raison de la nécessité de les lancer rapidement dans la bataille, les planificateurs de l'opération avaient réduit les dotations initiales d'approvisionnement des troupes de 90 à seulement 60 jours de combat. C'est ainsi que les hommes de la 1re division des Marines commencèrent à désigner la bataille à venir sous l'appellation operation Shoestring (« opération Petit budget »),.

## Débarquement, installation et consolidation

Routes des forces amphibies alliées lors du débarquement sur Guadalcanal et Tulagi, le 7 août 1942 et batailles navales de Guadalcanal.

Le mauvais temps permit au corps expéditionnaire allié de parvenir à proximité de Guadalcanal, dans la nuit du 6 août au 7 août 1942, sans avoir été décelé par les Japonais. La première division de Marines débarqua à l'est de la rivière Tenaru, prenant par surprise les défenseurs japonais qui n'étaient arrivés eux-mêmes sur l'île qu'au début du mois de juillet afin d'y aménager un aérodrome sur la pointe de Lunga, l'un des premiers objectifs des Marines. Par la suite cette opération fut parfois appelée Midnight Raid on Guadalcanal (en français : « Raid de minuit sur Guadalcanal »). Les forces de débarquement se divisèrent en deux groupes, l'un menant l'assaut sur Guadalcanal et l'autre sur les îles de Tulagi, Florida et les îles environnantes,,. Les navires de guerre alliés bombardèrent les plages de débarquement tandis que les avions embarqués sur les porte-avions américains bombardèrent les positions japonaises sur les îles cibles détruisant quinze hydravions japonais sur leur base, à proximité de Tulagi,. Les effectifs japonais étant essentiellement composés de personnel du génie et de soutien, il fut facile d'occuper l'aérodrome et la base, où les Japonais abandonnèrent quantité de matériel qui vint à point lorsque les Marines durent terminer, par la suite, l'aménagement de l'aérodrome sans leur propre matériel de génie, qui n'avait pas été débarqué. L'aérodrome — qui, après la conquête par les Américains, fut baptisé Henderson Field en l'honneur du major Lofton R. Henderson, commandant du VMSB-241, premier Marines aviateur tué au combat lors de la bataille de Midway — fut un point central des combats.
Tulagi ainsi que deux petites îles à proximité, Gavutu et Tanambogo, furent prises d'assaut par 3 000 Marines. Les 886 membres du personnel de la Marine impériale japonaise (MIJ), qui armaient la base navale et la base d'hydravions sur les trois îles, résistèrent férocement aux attaques des Marines,. Ceux-ci sécurisèrent les trois îles avec quelques difficultés ; Tulagi le 8, Gavutu et Tanambogo le 9 août,. Les défenseurs japonais furent tués presque jusqu'au dernier, tandis que leurs ennemis dénombraient 122 tués,.
En comparaison de Tulagi, Gavutu et Tanambogo, les débarquements sur Guadalcanal rencontrèrent beaucoup moins de résistance. À 9 h 10 le 7 août, le général Vandegrift et ses 11 000 Marines accostèrent sur Guadalcanal entre Koli Point et Lunga Point. Progressant vers ce dernier, ils ne rencontrèrent aucune résistance si ce n'est la difficulté de progression à travers la forêt tropicale — et s'arrêtèrent à environ 900 m de l'aérodrome de Lunga Point —. Les unités navales japonaises de construction ainsi que les troupes de combat, sous le commandement du capitaine Kanae Monzen, paniquées par les bombardements aériens et navals, avaient abandonné la zone de l'aérodrome et fui à environ 4,5 km à l'ouest de la rivière Matanikau et de la région de Point Cruz, abandonnant derrière eux la nourriture, les approvisionnements, des bâtiments et des véhicules intacts ainsi que treize morts,,.

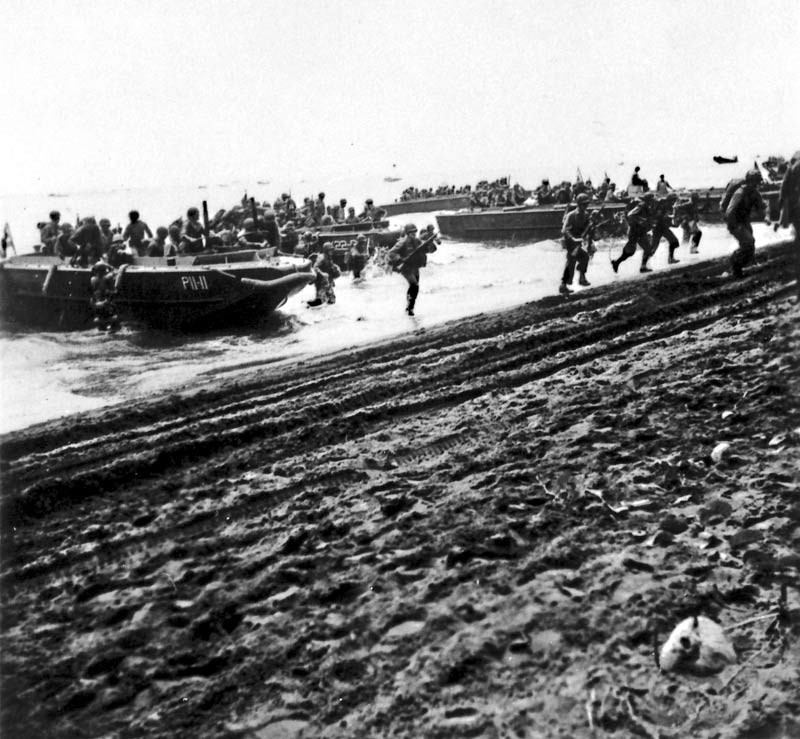
Marines débarquant à partir de LCP(L)s sur les plages de Guadalcanal le 7 août 1942.

Au cours des opérations de débarquement des 7 et 8 août, des appareils de l'aéronavale japonaise basés à Rabaul, sous le commandement de Sadayoshi Yamada, attaquèrent les forces amphibies alliées à plusieurs reprises, mettant le feu au transport de troupes USS George F. Elliott (qui coulera deux jours plus tard) et endommageant lourdement le destroyer USS Jarvis. Au cours des attaques des deux jours, les Japonais perdirent trente-six avions tandis que les Américains en perdirent dix-neuf, dont quatorze chasseurs embarqués, dans les combats ou dans des accidents.
À l'issue de ces affrontements, le vice-amiral Fletcher, préoccupé par les pertes subies par sa flotte aérienne embarquée par la menace de futures attaques aériennes japonaises pesant contre ses porte-avions et soucieux du niveau de fioul des navires, décida de retirer son groupe aéronaval de la région des îles Salomon au soir du 8 août,,,,. Du fait de la perte de la couverture aérienne embarquée, le contre-amiral Turner décida de retirer ses bâtiments de Guadalcanal, quand bien même moins de la moitié des approvisionnements et de l'équipement lourd nécessaire aux troupes débarquées avait pu être déchargé. Il avait cependant prévu de décharger autant d'approvisionnements que possible sur Guadalcanal et Tulagi durant la nuit du 8 août, puis de faire partir ses navires tôt dans la matinée du 9 août.

### Bataille navale de l'île de Savo

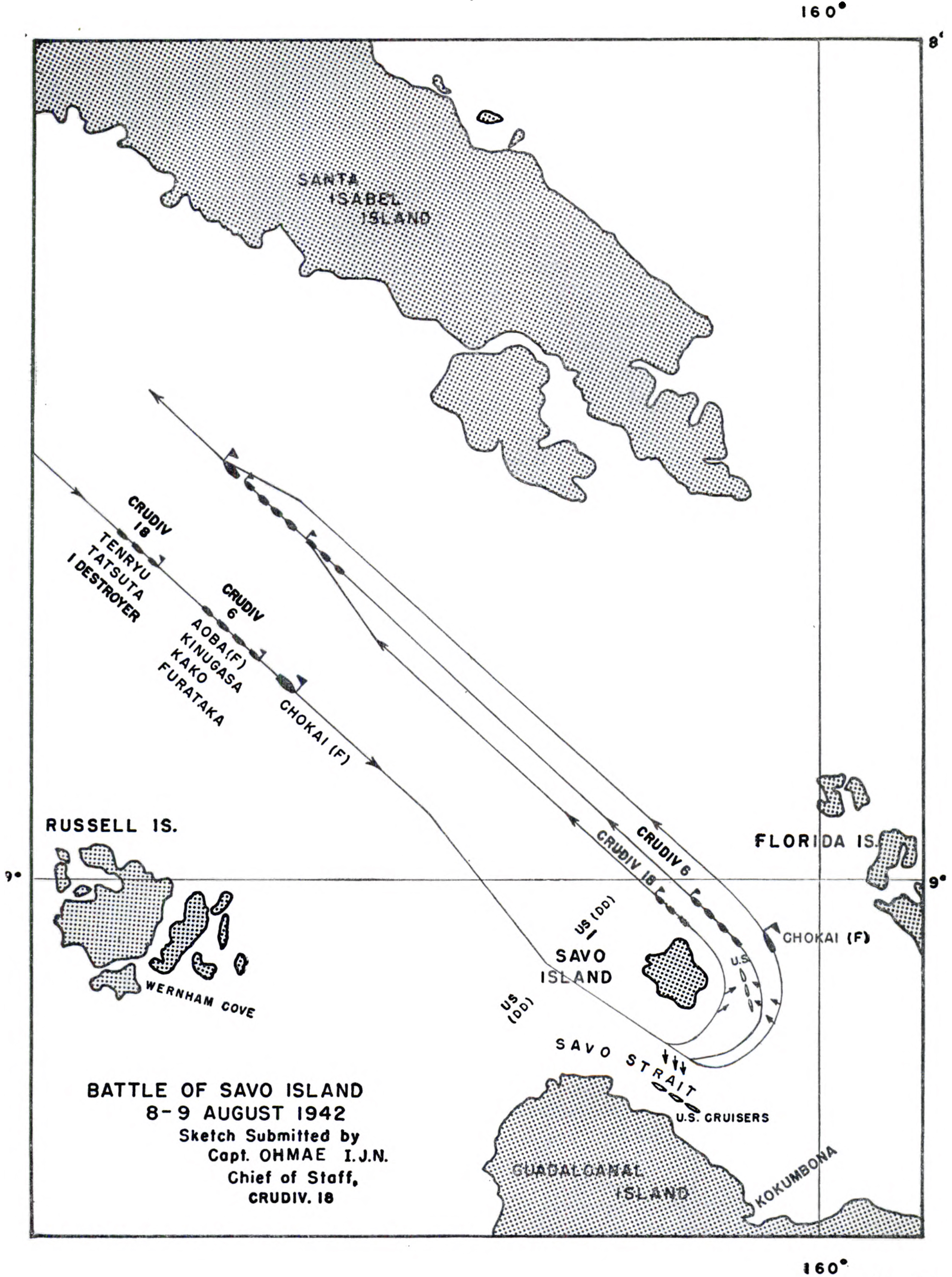
Déroulement de la bataille de l'île de Savo.

Cette bataille constitue le premier engagement naval de la bataille de Guadalcanal. Le vice-amiral Gunichi Mikawa avait prévu une contre-attaque et rassemblé pour ce faire la 6e division de croiseurs du contre-amiral Aritomo Gotō stationné à Kavieng avec les moyens de la 8e flotte de la Marine impériale japonaise disponibles à Rabaul. Dans la soirée du 7 août cinq croiseurs lourds (Chōkai sur lequel le vice-amiral Mikawa avait sa marque, Kako, Furutaka, Aoba, Kinugasa), deux croiseurs légers (Tenryu et Yubari) et un destroyer (Yunagi) se rassemblèrent au cap St. George sous les ordres du vice-amiral Mikawa et se mirent en route pour Guadalcanal. Contournant l'île de Bougainville par le nord, où ils furent repérés par un sous-marin américain et une reconnaissance aérienne australienne, ils descendirent « the Slot » (« la fente ») l'après-midi du 8 août. Auparavant, le vice-amiral Mikawa avait envoyé des hydravions de reconnaissance pour le renseigner sur la situation à Guadalcanal, lesquels identifièrent deux groupes navals américains près de Guadalcanal et de Tulagi où il avait l'intention d'attaquer la nuit suivante.
Au cours de la nuit du 8 août au 9 août, alors que les navires de transports américains procédaient au déchargement des troupes et du matériel, deux groupes de croiseurs et de destroyers alliés patrouillant de part et d'autre de l'île de Savo et appartenant au groupe naval de couverture (la Task Force 62), sous le commandement du contre-amiral Victor Crutchley, furent attaqués et défaits de nuit par le groupe naval du vice-amiral Mikawa et du contre-amiral Gotō. 

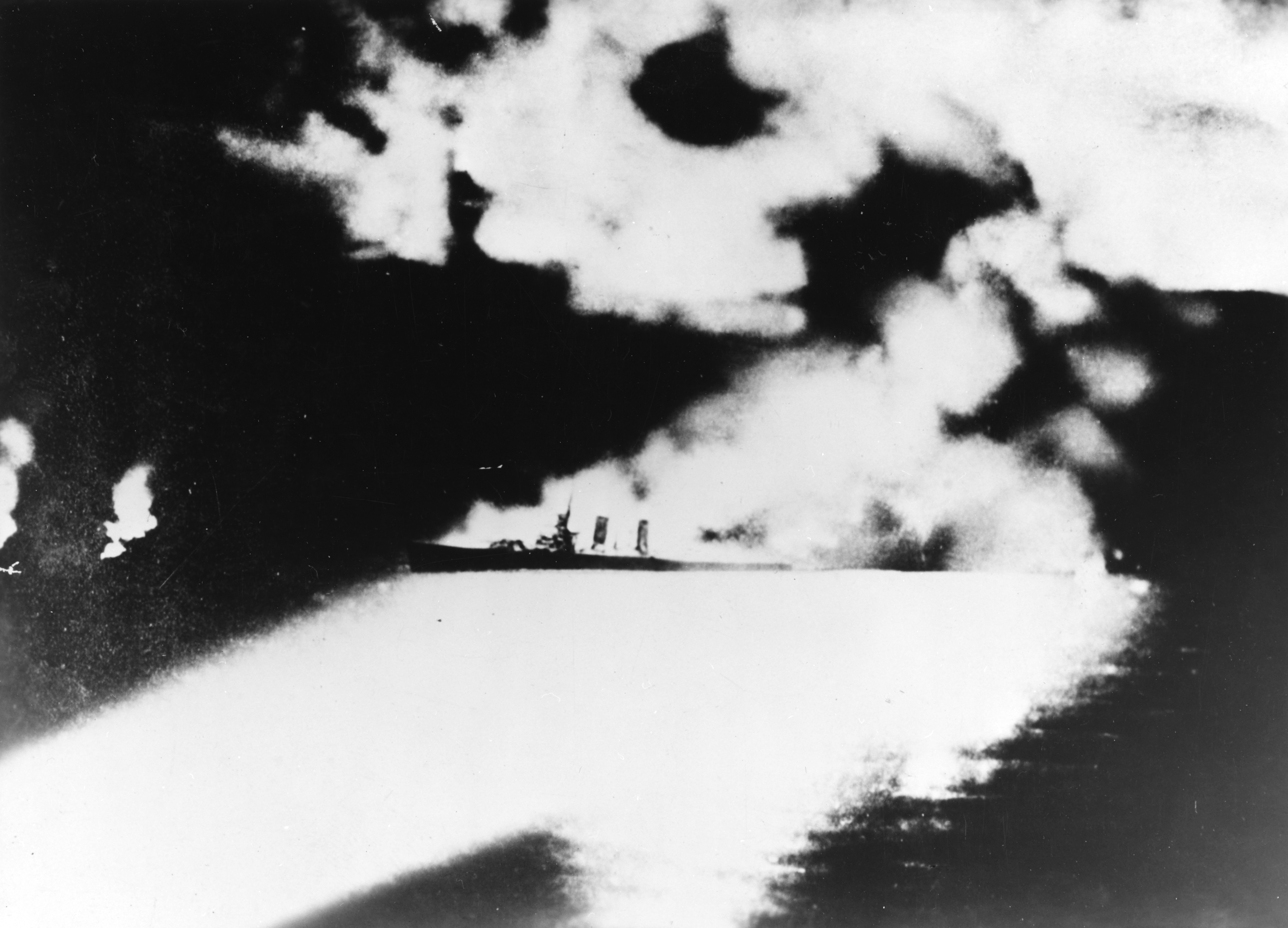
Le pris dans les projecteurs des navires japonais est en train de couler.

 Au cours de cette bataille navale nocturne autour de l'île de Savo, le groupe naval japonais réussit à couler, en peu de minutes, un croiseur lourd australien (le HMAS Canberra) et trois croiseurs lourds américains (les USS Astoria, Vincennes, et Quincy ainsi qu'à endommager gravement le croiseur lourd USS Chicago et deux destroyers américains. Les Japonais ne subirent que des avaries modérées, sur les tourelles avant du Chokai. Le vice-amiral Mikawa, qui n'avait pas connaissance du retrait des porte-avions américains du vice-amiral Fletcher, se retira vers Rabaul immédiatement après l'attaque sans tenter d'attaquer les navires de transports ; car il était préoccupé par les potentielles attaques aériennes diurnes des porte-avions américains s'il était resté dans la zone. Dépourvu de sa couverture aéronavale, le contre-amiral « Kelly » Turner décida de retirer le reste de ses forces navales au soir du 9 août et, ce faisant, abandonna les Marines débarqués avec très peu d'équipement lourd, de faibles provisions et une partie des troupes toujours embarquées. La décision du vice-amiral Mikawa de ne pas aller attaquer les navires de transport alliés tout proches, lorsqu'il en eut l'opportunité, s'avéra une erreur stratégique cruciale pour les Japonais.

### Opérations initiales

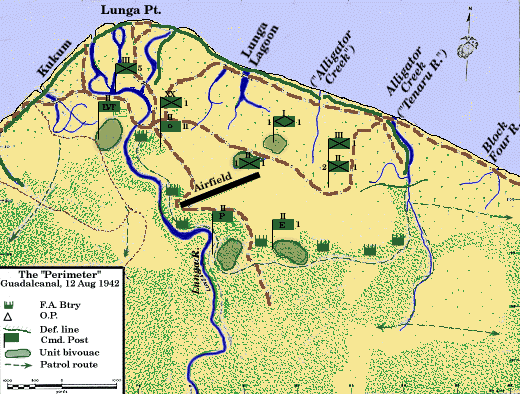
Périmètre de défense initial des Marines autour de la piste d'atterrissage de Lunga Point, Guadalcanal, le 12 août 1942.

Dans un premier temps, le travail des 11 000 Marines de Vandergrift sur Guadalcanal fut difficile. En effet, non seulement l'opération dans son ensemble avait été montée rapidement et seul l'équipement minimum avait été emporté, mais la situation fut compliquée par le retrait de l'amiral Turner, de ses transports et des cargos le 9 août au matin, alors que la moitié du ravitaillement était encore dans les cales. Après la bataille de Savo, les Marines se retrouvèrent seuls. Ils se bornèrent donc à sécuriser comme ils le pouvaient le périmètre immédiat de la piste d'aviation construite par les Japonais et à lancer quelques patrouilles. Ils s'attachèrent notamment à former un périmètre de défense lâche autour de Lunga Point et de l'aérodrome, déplaçant les approvisionnements débarqués à l'intérieur du périmètre et poursuivant la construction de l'aérodrome. Après quatre jours d'efforts intenses, les approvisionnements furent transférés des plages de débarquement vers des dépôts dispersés à l'intérieur de ce périmètre défensif. Cinq jours de vivres avaient été débarqués des navires de transport, ce qui, avec les provisions capturées sur les Japonais, donnait aux Marines un total de quatorze jours de vivres. De manière à économiser les approvisionnements, les troupes furent rationnées à deux repas par jour. Les travaux sur l'aérodrome débutèrent immédiatement en utilisant principalement le matériel japonais saisi. Le 12 août, l'aérodrome fut baptisé Henderson Field (piste Henderson en français), d'après Lofton R. Henderson, un officier aviateur des Marines tué pendant la bataille de Midway. Le 18 août, 10 819 Marines avaient effectivement pris pied sur l'île de Guadalcanal. Malgré les bombardements journaliers par des navires japonais — qui pouvaient se déplacer sans opposition près de l'île — et par des bombardiers venant de Rabaul, les Marines auront réussi à rendre la piste Henderson opérationnelle.
Peu après le débarquement, les troupes alliées furent confrontées à une souche sévère de la dysenterie qui, dès la mi-août, affecta un Marines sur cinq. Les maladies tropicales affectèrent les forces combattantes des deux camps durant toute la campagne. Bien que certains ouvriers coréens du bâtiment se rendissent aux Marines, la plus grande partie du personnel japonais et coréen restant se rassembla juste à l'ouest du périmètre de Lunga Point, sur la rive occidentale de la rivière Matanikau, et survécut principalement en se nourrissant de noix de coco. Un avant-poste naval japonais se trouvait également à Taivu Point, environ 35 kilomètres (22 miles) à l'est du périmètre de Lunga Point. Le 8 août, un destroyer japonais en provenance de Rabaul parvint à débarquer cent treize soldats de l'infanterie de marine en renfort de la position japonaise de Matanikau.
Au soir du 12 août, une patrouille de vingt-cinq Marines menée par le lieutenant-colonel Frank Goettge et composée pour l'essentiel de personnel du renseignement fut débarquée à l'ouest du périmètre défensif de Lunga Point, entre la pointe Cruz et la rivière Matanikau, pour une mission de reconnaissance et avec pour objectif secondaire de prendre contact avec un groupe de soldats japonais dont les forces américaines croyaient qu'il pourrait se rendre. Peu après le débarquement, une section des troupes de marine japonaises attaqua et anéantit presque complètement la patrouille de Marines,,,.

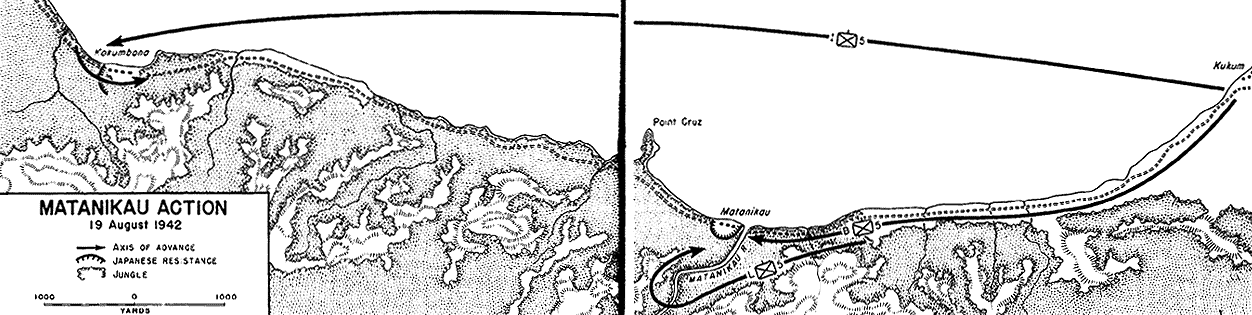
Carte des attaques des Marines du 19 août à l'ouest de la rivière Matanikau.

En réponse, le 19 août, Vandegrift envoya trois compagnies du 5e régiment de Marines attaquer les troupes japonaises concentrées à l'ouest de la Matanikau. Une compagnie lança son attaque en traversant le banc de sable de l'embouchure de la Matinakau tandis qu'une autre traversait la rivière, environ 1 000 m à l'intérieur des terres. Elles prirent d'assaut les troupes japonaises retranchées dans le village de Matanikau. La troisième, quant à elle, attaqua en venant de la mer, plus loin à l'ouest de la rivière, avec pour objectif le village de Kokumbuna. Après avoir brièvement occupé les deux villages, les trois compagnies de Marines se replièrent dans le périmètre de Lunga avec un bilan de soixante-cinq Japonais tués pour quatre Marines morts dans les combats. Cette opération, parfois qualifiée de « première bataille de Matanikau », fut la première des actions menées le long de la rivière Matanikau au cours de la campagne.
Le 20 août, le porte-avions d'escorte USS Long Island livra deux escadrilles d'avions des Marines à Henderson Field : une escadrille de dix-neuf Grumman F4F Wildcat et une escadrille de douze Douglas SBD Dauntless. Les chasseurs des Marines entrèrent en action le jour suivant contre le premier des raids aériens presque quotidiens effectués par les bombardiers japonais. Le 22 août, vingt-deux P-39 Airacobras de l'US Army et leurs pilotes arrivèrent à Henderson Field. Comme le code allié pour l'île était Cactus, ce fut rapidement le surnom (Cactus Air Force-CAF) qui fut donné aux forces aériennes qui y opéraient. À la fin du mois d'août, l'aérodrome abritait un peu plus de soixante avions.
Entre-temps cependant, la Task Force 61 de Fletcher était revenue dans l'archipel des Salomon et les Japonais n'avaient plus la maîtrise absolue des environs de l'île. Après une première tentative terrestre à l'est du périmètre de Lunga, l'opération déboucha les 24 et 25 août sur la bataille des Salomon orientales et les renforts japonais ne purent être débarqués comme prévu.

### Bataille de Tenaru
|  |  |  |  |

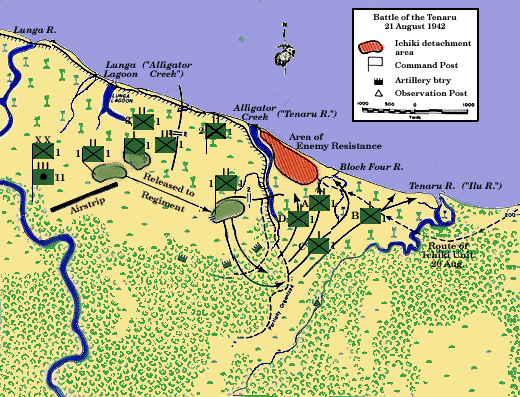
Déroulement de la bataille de la rivière Tenaru le 21 août 1942.

En réponse aux débarquements alliés sur Guadalcanal, le quartier général impérial japonais entreprit la planification d'une contre-offensive dès le 12 août baptisée opération KA (à ne pas confondre avec l'opération KE ou KE-GO organisant le retrait des troupes japonaises de Guadalcanal à partir de la fin du mois de janvier 1943),. Pour ce faire, il affecta la 17e armée de l'Armée impériale japonaise à la reconquête de Guadalcanal. Cette unité, de la taille d'un corps d'armée et basée à Rabaul, était placée sous le commandement du lieutenant-général Haruyoshi Hyakutake. Elle devait, par ailleurs, être soutenue et appuyée par des unités navales japonaises comprenant la flotte combinée sous le commandement de Isoroku Yamamoto, qui avait son quartier général dans l'archipel des îles Truk.

Soldats japonais, tués lors de l'assaut contre les positions américaines, sur un banc de sable à Guadalcanal après la bataille, le 22 août 1942.

La 17e armée était alors massivement impliquée dans la campagne japonaise de Nouvelle-Guinée et n'avait que peu d'unités disponibles. Parmi celles-ci, la 35e brigade d'infanterie sous le commandement du major-général Kiyotake Kawaguchi se trouvait à Palau, le 4e régiment d'infanterie était stationné aux Philippines et le 28e régiment d'infanterie, sous le commandement du colonel Kiyonao Ichiki, se trouvait à bord de navires de transport à proximité des îles de Guam. Ces unités débutèrent immédiatement leur mouvement en direction de Guadalcanal via Truk et Rabaul, mais le régiment d'Ichiki étant le plus proche, il parvint le premier dans la zone.
Un premier élément de l'unité d'Ichiki, composé de 917 soldats, débarqua de plusieurs destroyers à Taivu Point, à l'est de Lunga Point après minuit dans la nuit du 18 août au 19 août 1942, puis se déplaça à marche forcée sur environ 15 km en direction du périmètre défensif des Marines. Sous-estimant la puissance des forces alliées, l'unité d'Ichiki mena une attaque nocturne frontale contre la position des Marines à Aligator Creek (souvent désignée sous l’appellation Ilu River sur les cartes des Marines) en passant à travers les bancs de sable de la rivière Tenaru à l'est du périmètre de Lunga, aux premières heures de la journée du 21 août. Le bataillon d'Ichiki fut taillé en pièces, notamment grâce au nouvel appui aérien dont disposaient les Marines. À l'aube, les unités de Marines lancèrent une contre-attaque au cours de laquelle les survivants japonais de l'offensive nocturne furent presque tous tués. Ichiki était d'ailleurs au nombre des morts, même s'il a été affirmé plus tard qu'il aurait commis seppuku après s'être rendu compte de l'ampleur de la défaite, plutôt que de mourir au combat. Au total, seuls 128 des 917 des membres de cet élément précurseur du régiment d'Ichiki survécurent à cette bataille. Les survivants se replièrent vers Taivu Point, rendirent compte de leur défaite au quartier général de la 17e armée et attendirent des renforts ainsi que des ordres de la base de Rabaul,.

### Bataille navale des Salomon orientales

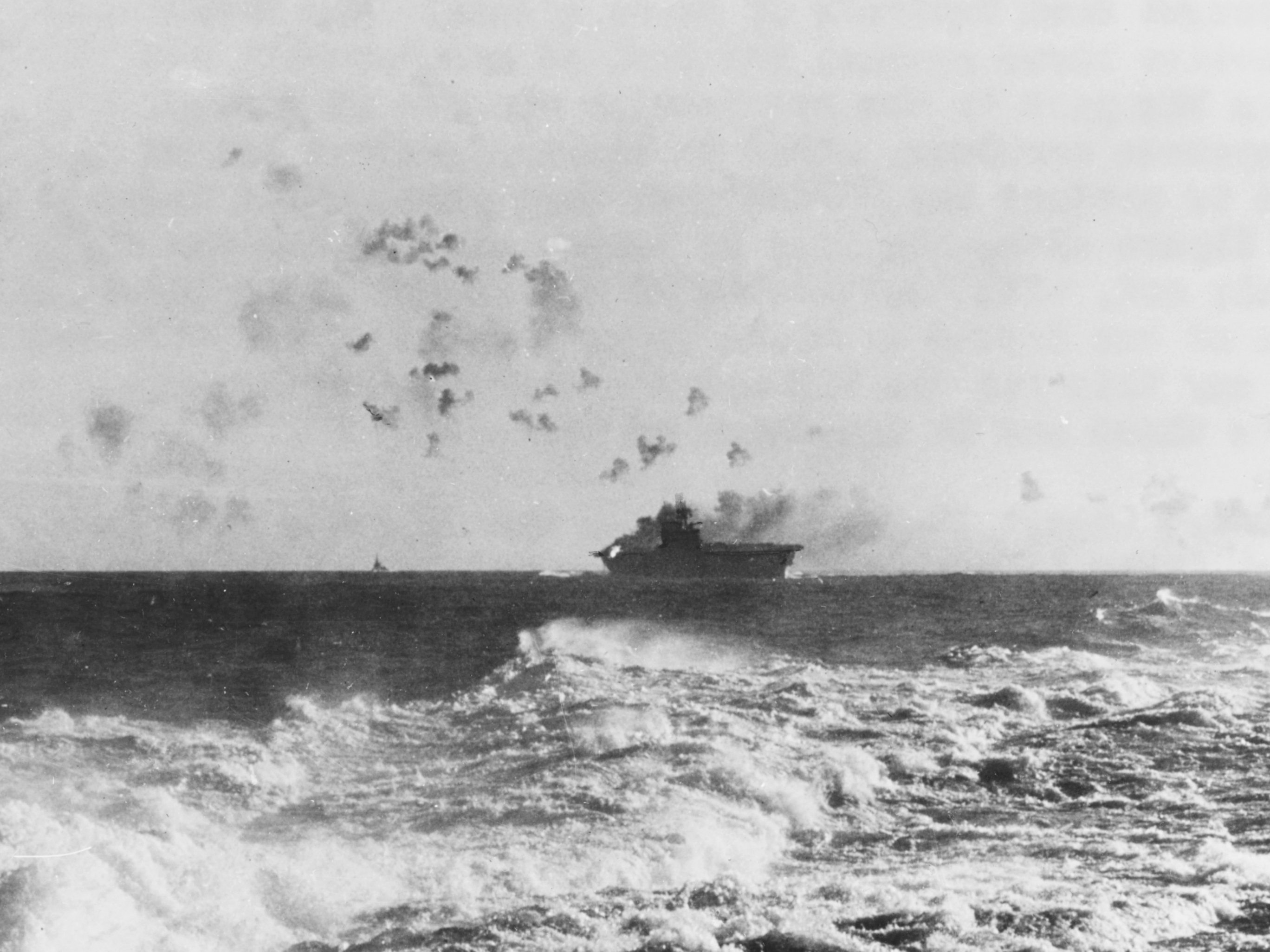
Attaque aérienne contre le porte-avion au cours de la bataille des Salomon orientales.

Alors que la bataille de Tenaru prenait fin, d'autres renforts japonais étaient déjà en route. Trois navires de transport lents appareillèrent le 16 août à partir des îles Truk avec à leur bord les 1 400 soldats formant le reste du 28e régiment d'infanterie d'Ichiki auxquels s'ajoutaient 500 hommes des troupes de marine de la 5e Yokosuka force navale spéciale de débarquement japonaise. Les navires de transport étaient escortés par 13 bâtiments de combat commandés par le contre-amiral Raizo Tanaka, qui prévoyait de débarquer les troupes sur Guadalcanal le 24 août,. Afin de fournir une couverture aérienne au débarquement des troupes et un appui aérien à l'opération pour reprendre l'aérodrome de Henderson Field aux forces alliés, Yamamoto ordonna à Chūichi Nagumo d'appareiller avec un groupe aéronaval à partir des îles Truk le 21 août et de rejoindre les îles Salomon du Sud. Le groupe aéronaval de Nagumo comprenait trois porte-avions et 30 autres bâtiments de combat.
Simultanément, trois groupes aéronavals américains sous le commandement de Fletcher approchèrent de Guadalcanal dans le but de contrer les efforts offensifs japonais. Les 24 et 25 août, les deux forces aéronavales engagèrent la bataille des îles Salomon orientales qui se solda par la retraite des deux flottes, chacune ayant subi des dommages certains, la flotte japonaise ayant notamment perdu un porte-avion léger. Le convoi de Tanaka, après avoir subi de lourdes avaries dues aux attaques aériennes des appareils de Henderson Field, incluant notamment le naufrage de l'un des navires de transport, fut obligé de se dérouter vers les îles Shortland dans le Nord des Salomon afin de transborder les troupes survivantes sur des destroyers pour un débarquement ultérieur sur Guadalcanal,,.
À partir de cette date, les Japonais devinrent plus prudents, d'autant plus que les avions de Henderson se montraient efficaces. Dès lors, les débarquements de renforts se firent de nuit : le 29 août, 900 hommes (ceux qui n'avaient pu être débarqués lors de la bataille des Salomon orientales), quelques centaines le lendemain et 1 200 le 31 août. Le général Kiyotake Kawaguchi, commandant de la 35e brigade d'infanterie, débarqua au cours de cette période et dirigea les opérations. La plupart de ces débarquements eurent lieu à l'est de la position des Marines et les forces japonaises commencèrent un mouvement tournant vers le sud de cette position.

### Batailles aériennes au-dessus deHenderson Fieldet renforcement des défenses de Lunga
|  |

Durant tout le mois d'août 1942, un nombre réduit d'appareils américains et leurs équipages continuèrent à arriver à Guadalcanal. À la fin du mois d'août, 64 appareils de différents modèles et de différentes unités des Marines et de l'USAAF étaient stationnés à Henderson Field. Le 3 septembre, le commandant de la 1re brigade aérienne des Marines, le général de brigade Roy S. Geiger, arriva avec son état-major et prit le commandement de toutes les opérations aériennes à Henderson Field. Les batailles aériennes entre les appareils alliés de Henderson et les bombardiers et chasseurs japonais de la 11e flotte aéronavale de Rabaul étaient presque quotidiennes. Entre le 26 août et le 5 septembre, les Américains perdirent quinze appareils et les Japonais environ dix-neuf. Plus de la moitié des équipages américains furent secourus alors que la plupart des équipages japonais ne furent jamais récupérés. Le vol aller-retour de huit heures entre Rabaul et Guadalcanal, environ 1 120 milles (1 802 km) en tout, entrava sérieusement les efforts des Japonais pour s'assurer de la supériorité aérienne au-dessus d'Henderson Field. En effet, la distance à parcourir par les Japonais était largement supérieure à celle des Américains, réduisant leur autonomie de combat et augmentant la fatigue des équipages avant l'engagement du combat. Les observateurs côtiers australiens sur les îles de Bougainville et la Nouvelle-Géorgie étaient par ailleurs souvent en mesure d'avertir en avance les forces alliées sur Guadalcanal de l'arrivée des vagues aériennes japonaises, laissant ainsi le temps aux chasseurs américains de décoller et de se mettre eux-mêmes en mesure d'attaquer les bombardiers et chasseurs japonais alors qu'ils approchaient. 

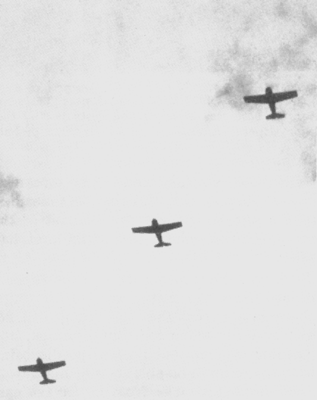
Chasseurs F4F Wildcat des Marines prenant de l'altitude au-dessus de Henderson Field.

Ce faisant, les forces aériennes japonaises étaient en train de perdre lentement une guerre d'usure dans les cieux de Guadalcanal,,.
Pendant ce temps, Vandegrift poursuivait ses efforts pour renforcer et améliorer les défenses du périmètre de Lunga. Entre le 21 août et le 3 septembre, il déplaça trois bataillons de Marines, dont le 1er bataillon commando sous le commandement de Meritt A. Edson (les Edsons Raiders), le 1er bataillon parachutiste des Marines des îles de Tulagi et Gavutu vers Guadalcanal. Ces unités augmentèrent de 1 500 hommes les effectifs initiaux de 11 000 hommes dont Vandegrift disposait pour la défense de Henderson Field,. Le 1er bataillon de parachutistes qui avait subi de lourdes pertes au cours de la bataille de Tulagi et Gavutu–Tanambogo au mois d'août fut placé sous le commandement d'Edson,.
Le dernier bataillon déplacé, le 1er bataillon du 5e régiment de Marines fut transféré par bateau à l'ouest de la rivière Matanikau près du village de Kokumbuna le 27 août avec pour mission d'attaquer les unités japonaises des environs, à l'image de la première action contre Matanikau le 19 août. Cette fois-ci cependant, les Marines furent entravés par un terrain difficile, un soleil de plomb et des défenses japonaises bien organisées. Le lendemain matin, les Marines s'aperçurent que les défenseurs japonais s'étaient enfuis durant la nuit, si bien que les Marines retournèrent au périmètre de Lunga par bateau. Les pertes au cours de cette action se montèrent à vingt Japonais et trois Marines.
De petits convois navals alliés arrivèrent à Guadalcanal les 23 août et 29 août, le 1er et le 8 septembre afin d'approvisionner les Marines en nourriture, munitions, carburant pour avion et amener des techniciens d'aviation. Le convoi du 1er septembre amena également trois cent quatre-vingt-douze sapeurs-bâtisseurs pour entretenir et améliorer l'aérodrome de Henderson Field.

### Tokyo Express
Les opérations de jour devenant très risquées et occasionnant des pertes considérables, les forces navales japonaises prirent l'habitude d'intervenir de nuit avec des bâtiments rapides, débarquant leurs cargaisons en hommes et en matériels au cap Espérance, au nord de Guadalcanal. Dissimulés à la vue de l'aviation en demeurant le long des rives, sous le couvert de la jungle, les navires japonais venaient bombarder presque chaque nuit les forces américaines jusqu'aux abords de l'aérodrome de Henderson Field, puis disparaissaient. L'amiral Ernest King, le nouveau chef des opérations navales de la Marine des États-Unis, relate de manière laconique : « Nos hommes avaient fini par appeler les navires participant à cette attaque régulière le Tokyo Express. »
Le 23 août, la 35e brigade d'infanterie de Kawaguchi atteignit les îles Truk et fut embarquée sur des navires de transport lents pour le reste du voyage vers Guadalcanal. Les dommages infligés au convoi de Tanaka au cours de la bataille des Salomon orientales amenèrent les Japonais à reconsidérer leurs tentatives de livrer des troupes supplémentaires à Guadalcanal au moyen de navires de transport lents. C'est pourquoi les bateaux transportant les hommes de Kawaguchi furent finalement envoyés à Rabaul. À partir de là, les Japonais planifièrent le transfert des hommes de Kawaguchi vers Guadalcanal au moyen de destroyers en provenance d'une base navale japonaise des îles Shortland. Les destroyers japonais étaient habituellement capables de faire des allers-retours le long de « la fente » (détroit de Nouvelle-Géorgie) vers Guadalcanal puis d'effectuer le trajet retour dans la même nuit durant toute la campagne, minimisant ainsi leur exposition aux attaques aériennes alliées. Ces « courses » restèrent connues dans l'histoire sous le nom de « Tokyo Express » pour les Alliés et de « transports de rats » pour les Japonais,,,. Le fait d'acheminer les troupes de cette façon empêchait cependant l'essentiel de l'équipement lourd, des approvisionnements, des véhicules, des munitions et des vivres d'être livrés à Guadalcanal avec elles. De plus, cette activité détournait un certain nombre de destroyers dont la MIJ avait par ailleurs cruellement besoin pour l'escorte de convois navals commerciaux. Seule l'incapacité, ou l'absence de volonté empêcha les commandeurs navals alliés de contrer les forces navales japonaises de nuit, laissant ainsi le contrôle nocturne des mers autour des îles Salomon aux Japonais. Cependant, tout navire japonais restant à la portée des appareils de Henderson Field de jour, soit environ 200 milles (322 km), était en très grand danger face aux attaques aériennes. Cette situation tactique perdura pendant plusieurs mois au cours de la campagne.
Entre le 29 août et le 4 septembre, divers croiseurs légers japonais et patrouilleurs furent en mesure de débarquer environ 5 000 hommes à Taivu Point, dont l'essentiel de la 35e brigade, une grande partie du 4e régiment Aoba, ainsi que les restes du régiment d'Ichiki. Le général Kawaguchi, qui débarqua à Taivu Point avec la tournée du Tokyo Express du 31 août, fut placé à la tête de toutes les forces japonaises sur Guadalcanal,,. Un convoi supplémentaire de barges amena 1 000 hommes de la brigade de Kawaguchi, sous le commandement du colonel Akinosuke Oka, à Kamimbo, à l'ouest du périmètre de Lunga.

### Bataille de la crête d'Edson
|  |  |

|  |  |  |

La bataille de la crête d'Edson, ou Edson Ridge, aussi appelé Bloody Ridge,, tient son nom du colonel Merritt A. Edson, l'officier qui la défendit avec ses Marines. La bataille dura trois jours au cours desquels plusieurs assauts japonais, parfois appuyés par des raids aériens en provenance de Rabaul, furent repoussés avec de lourdes pertes. Les Japonais eurent entre 600 et 850 tués ou disparus et 505 blessés tandis que les pertes américaines se limitèrent à une trentaine de tués et une centaine de blessés.
Le 7 septembre, Kawaguchi dévoila son plan d'attaque destiné à mettre en déroute et détruire l'ennemi dans les environs de l'aérodrome de l'île de Guadalcanal. Le plan d'attaque de Kawaguchi prévoyait que ses forces, divisées en trois grandes unités, parviennent à s'approcher du périmètre de Lunga par voie terrestre, pour y mener une attaque surprise de nuit. Les forces d'Oka devaient attaquer le périmètre à partir de l'ouest tandis que le deuxième échelon d'Ichiki, renommé bataillon Kuma, devait attaquer par l'est. L'assaut principal devait, quant à lui, être mené par le corps central de Kawaguchi, composé de 3 000 hommes répartis en trois bataillons, à partir de la jungle au sud du périmètre de Lunga,,. Dès le 7 septembre, l'essentiel des troupes avait d'ores et déjà entamé sa marche d'approche à partir de Taivu en direction de Lunga Point le long de la bande côtière. Environ deux cent cinquante soldats japonais restèrent en arrière afin de protéger la base d'approvisionnement de la brigade à Taivu,.
Pendant ce temps, des éclaireurs indigènes commandés par Martin Clemens, un officier des coastwatchers au sein des forces de défense britanniques du protectorat des îles Salomon et officier de district britannique pour Guadalcanal, transmit aux Marines américains des renseignements au sujet des troupes japonaises de Taivu à proximité du village de Tasimboko. Edson prévoyait un raid contre la concentration de troupes japonaises de Taivu,. Le 8 septembre, après avoir été transférés par bateau à proximité de Taivu, les hommes d'Edson capturèrent le village de Tasimboko alors que les défenseurs japonais battaient en retraite dans la jungle,,,. À Tasimboko, les troupes d'Edson découvrirent le principal dépôt logistique de Kawaguchi, lequel comprenait notamment d'importants stocks de vivres, de munitions, de matériel médical et de puissants émetteurs radio à ondes courtes. Après avoir détruit tout ce qu'ils pouvaient trouver à l'exception de certains documents et équipements qu'ils emportèrent, les Marines regagnèrent le périmètre de Lunga. Les amoncellements d'approvisionnements ainsi que les documents recueillis renseignèrent les Marines sur la présence de pas moins de 3 000 soldats japonais sur l'île, planifiant apparemment une offensive,,.

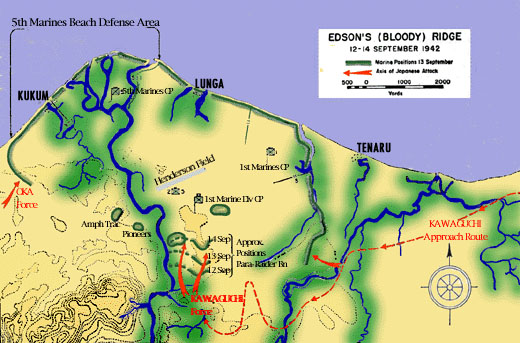
Carte du périmètre défensif de Lunga montrant les itinéraires d'approche des forces japonaises ainsi que leurs principales attaques. Les offensives d'Oka se déroulèrent à l'ouest (gauche), le bataillon Kuma lança son offensive par l'est (droite) et le corps central attaqua la crête d'Edson (crête de la Lunga) dans la partie basse et centrale de la carte.

Edson, de même que le colonel Gerald C. Thomas, officier des opérations de Vandegrift, crut avec raison que l'attaque des Japonais s'effectuerait à partir d'une crête de corail herbeuse longue de 900 mètres qui s'étendait sur un axe nord-sud, parallèlement à la rivière Lunga et située au sud de Henderson Field. La crête, dénommée crête de la Lunga, constituait en effet un itinéraire d'approche naturel vers l'aérodrome. Par ailleurs, elle dominait les zones environnantes, y compris la piste Henderson elle-même. Enfin à cette période elle n'était quasiment pas défendue. Le 11 septembre, les 840 hommes du bataillon d'Edson furent déployés sur et autour de la crête,,.
Dans la nuit du 12 septembre, le 1er bataillon de Kawaguchi attaqua les Raiders entre la rivière Lunga et la crête du même nom, forçant une compagnie de Marines à se replier sur les hauteurs avant l'arrêt de l'offensive japonaise à la tombée de la nuit. La nuit suivante, les Raiders d'Edson firent face à la totalité des 3 000 hommes de la brigade de Kawaguchi appuyés par un assortiment de pièces d'artillerie légère. L'attaque japonaise débuta juste après la tombée de la nuit par l'assaut du 1er bataillon de Kawaguchi contre le flanc droit d'Edson sur le versant occidental de la crête. Après avoir percé les lignes de défenses des Marines, l'assaut du bataillon fut finalement refoulé par les unités de Marines de deuxième échelon chargées de défendre le Nord de la crête,.
Deux compagnies du 2e bataillon de Kawaguchi montèrent à l'assaut du bord méridional de la crête et repoussèrent les troupes d'Edson vers la colline 123 située plus au nord sur la partie centrale de la crête. Durant toute la nuit, les Marines, appuyés par l'artillerie, défirent vague après vague les attaques frontales japonaises, dont certaines finirent au corps-à-corps. Les quelques unités japonaises infiltrées au-delà de la crête jusqu'aux abords de l'aérodrome furent également repoussées, de même que les attaques des unités des bataillons Kuma et Oka sur les autres points du périmètre de Lunga. Le 14 septembre, Kawaguchi ordonna le repli des survivants de sa brigade anéantie qui débutèrent alors une marche de cinq jours vers l'ouest, en direction de la vallée de Matanikau pour rejoindre l'unité d'Oka,,. Au total, les forces de Kawaguchi eurent 850 tués et les Marines, 31 morts et 103 blessés,,.
Le 15 septembre, le lieutenant-général Hyakutake Haruyoshi apprit à Rabaul la défaite de Kawaguchi et transmit la nouvelle au quartier général impérial au Japon. Au cours d'une réunion d'urgence, les états-majors de commandement de l'Armée impériale japonaise et de la Marine impériale japonaise conclurent que « Guadalcanal pourrait devenir la bataille décisive de la guerre ». Les conséquences de la bataille commencèrent dès lors à avoir un impact déterminant sur les opérations japonaises dans d'autres régions du Pacifique. Hyakutake réalisa qu'en envoyant suffisamment de troupes et de matériel pour défaire les forces alliées à Guadalcanal, il ne pourrait pas en même temps soutenir efficacement l'offensive majeure qui était en cours sur la piste Kokoda en Nouvelle-Guinée. Hyakutake, avec l'assentiment du quartier général, ordonna à ses troupes en Nouvelle-Guinée qui étaient arrivées à 50 km de leur objectif de Port Moresby, de battre en retraite jusqu'à ce que l’affaire de Guadalcanal soit résolue. Dès lors, Hyakutake se prépara à envoyer plus de troupes vers Guadalcanal pour une nouvelle tentative de reconquête de Henderson Field.

## Extension des opérations et réaction japonaise

### Mise en place des renforts

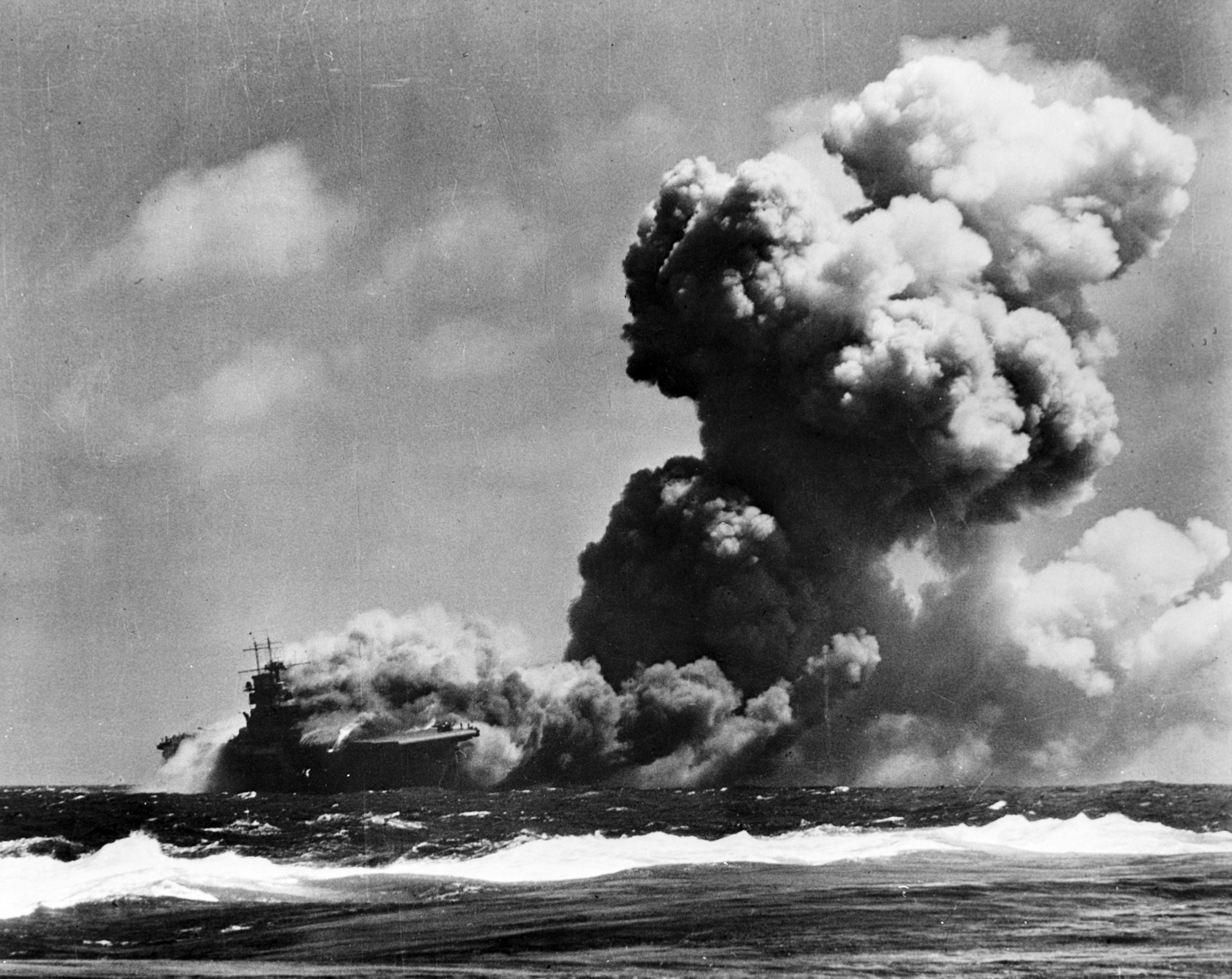
Le porte-avion ' en feu après avoir été frappé par les torpilles d'un sous-marin japonais le 15 septembre.

Alors que les Japonais se regroupaient à l'ouest de la rivière Matanikau, les forces américaines se concentrèrent sur la consolidation et le renforcement de leurs défenses du périmètre de Lunga. Le 14 septembre, Vandegrift déplaça un autre bataillon, le 3e bataillon du 2e régiment de Marines (3/2), de Tulagi vers Guadalcanal. Le 18 septembre, un convoi naval allié amena 4 157 hommes de la 3e brigade provisoire de Marines (composée du 7e régiment de Marines plus un bataillon du 11e régiment de Marines et quelques unités complémentaires d'appui), 137 véhicules, des tentes, du kérosène, des munitions, des rations et des équipements du génie sur Guadalcanal. Ces renforts cruciaux permirent à Vandegrift d'établir, à partir du 19 septembre, une ligne de défense ininterrompue autour du périmètre de Lunga. Alors qu'il participait à la couverture de ce convoi de renforts, le porte-avions USS Wasp fut coulé par le sous-marin japonais I-19 au sud-ouest de Guadalcanal, laissant temporairement un seul porte-avion allié (USS Hornet) opérationnel dans la zone du Pacifique Sud,,,. Vandegrift procéda également à quelques changements dans le commandement supérieur de ses unités combattantes, ordonnant notamment le transfert hors de l'île de plusieurs officiers ne répondant pas à ses critères de performance, provoquant ainsi la promotion de jeunes officiers qui avaient, quant à eux, fait leurs preuves depuis le début de la campagne. L'un de ceux-ci fut le colonel récemment promu Merritt Edson qui fut placé à la tête du 5e régiment de Marines.
Entre le 14 et le 27 septembre, une accalmie se produisit dans la guerre aérienne au-dessus de Guadalcanal, aucun raid aérien japonais n'ayant lieu en raison du mauvais temps. Ces quelques jours furent mis à profit par les deux camps pour renforcer leurs unités aériennes. Les Japonais livrèrent ainsi 85 chasseurs et bombardiers à leurs unités aériennes de Rabaul, tandis que les Américains envoyaient 23 chasseurs et avions d'attaque à Henderson Field. Le 20 septembre les Japonais comptabilisaient un total de 117 appareils à Rabaul tandis que les Alliés comptaient 71 appareils à Guadalcanal. La guerre aérienne reprit le 27 septembre avec un raid aérien japonais qui fut contré par les chasseurs de l'US Navy et des Marines basés à Henderson Field.
Les Japonais commencèrent immédiatement à préparer leur nouvelle tentative pour reprendre Henderson Field. Le 3e bataillon du 4e (Aoba) régiment d'infanterie avait débarqué le 11 septembre à Kamimbo Bay à l'extrême ouest de Guadalcanal, trop tard cependant pour se joindre à l'attaque de Kawaguchi. À l'heure des préparatifs de la nouvelle offensive, ce bataillon avait finalement rejoint les forces d'Oka près de la Matanikau. Plusieurs tournées de destroyers du « Tokyo Express » apportèrent les 14, 20, 21 et 24 septembre, vivres et munitions, ainsi que 280 hommes du 1er bataillon du régiment Aoba à Kamimbo. Pendant ce temps la 2e division d'infanterie et la 38e division d'infanterie japonaises furent transportées des Indes orientales néerlandaises vers Rabaul à partir du 13 septembre. Les Japonais prévoyaient de transférer un total de 17 500 hommes de ces deux divisions vers Guadalcanal afin de prendre part à la prochaine attaque contre le périmètre de Lunga prévue pour le 20 octobre 1942,,,.

### Premières offensives hors du périmètre: opérations le long de la Matanikau

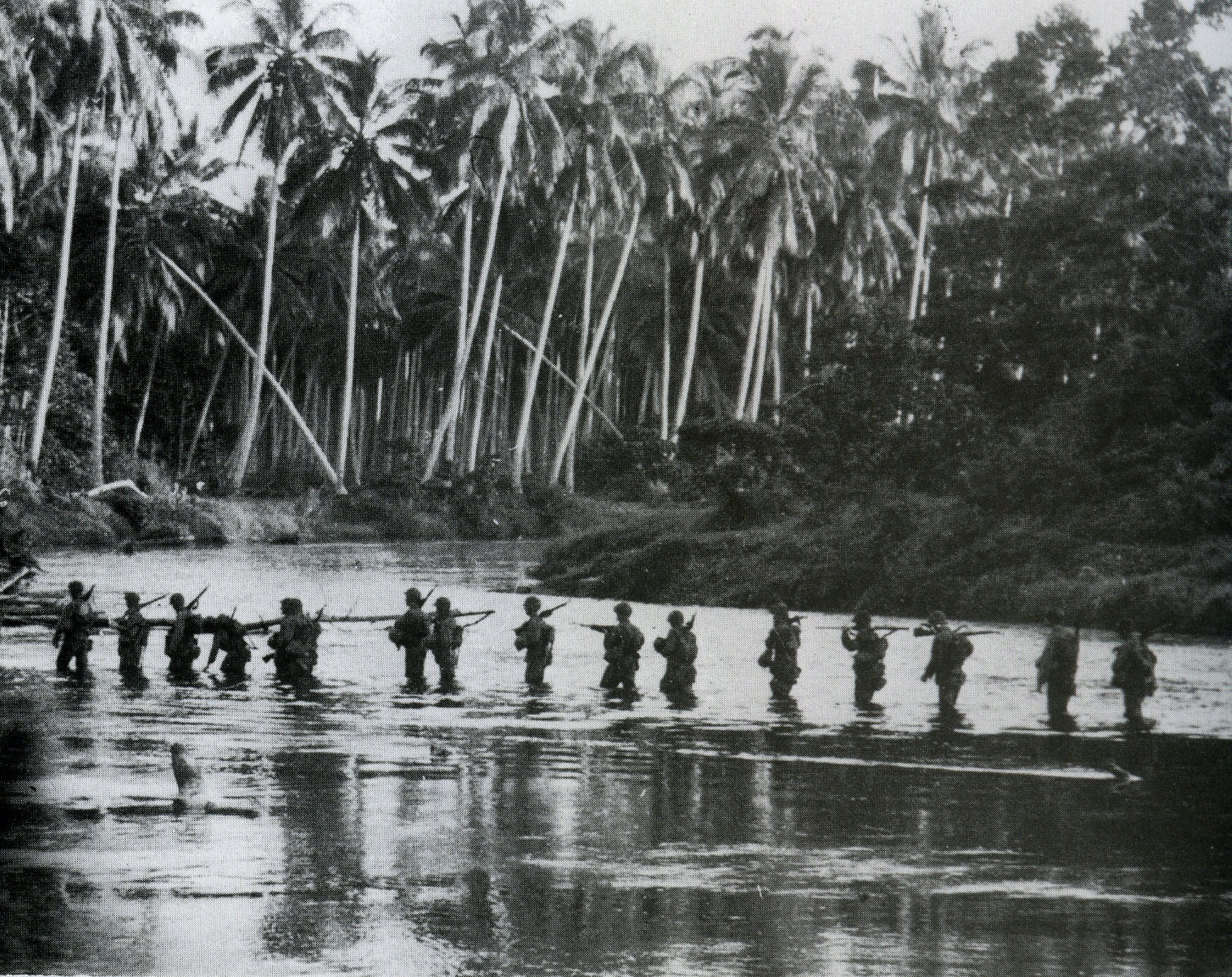
Une patrouille de Marines américains traversant la rivière Matanikau en septembre 1942.

Vandegrift et son état-major savaient que les troupes de Kawaguchi avaient battu en retraite vers une zone à l'ouest de la Matanikau et que de nombreux groupes de traînards japonais étaient éparpillés dans toute la région située entre le périmètre de Lunga et la rivière. Grâce aux renforts arrivés le 18 septembre, Vandegrift pouvait enfin envisager une stratégie autre que purement défensive. C'est pourquoi il décida de conduire une nouvelle série d'opérations au moyen de petites unités autour de la vallée de la Matanikau. L'objectif de ces opérations était de nettoyer la partie orientale de la Matanikau des troupes japonaises dispersées et de maintenir le corps de bataille principal des soldats japonais sous pression, pour l'empêcher de consolider ses positions si près des principales défenses des Marines à Lunga Point,.
La première opération des Marines, une attaque contre des forces japonaises à l'ouest de la Matanikau, conduite entre le 23 et le 27 septembre par des éléments de trois bataillons des Marines, fut repoussée par les troupes de Kawaguchi sous le commandement d'Akinosuke Oka. Le 23 septembre les Marines commencèrent une poussée pour établir des positions défensives le long de la rivière Matanikau, à l'ouest de la position américaine. L'attaque au sol fut combinée avec un petit assaut amphibie sur le flanc. Pourtant, Vandegrift se rendit rapidement compte que les forces japonaises étaient plus importantes et mieux installées qu'il ne l'avait estimé, repoussant ainsi l'assaut américain. Au cours de l'action, trois compagnies de Marines furent même encerclées par les forces japonaises près de Point Cruz (Ouest de la Matanikau). Elles eurent de lourdes pertes et s'échappèrent in extremis avec l'assistance du destroyer USS Monssen ainsi qu'une péniche de débarquement armée de personnels des U. S. Coast Guard,,.
Dans une seconde action entre les 6 et 9 octobre, une force plus importante de Marines parvint avec succès à traverser la rivière Matanikau, attaqua les forces japonaises fraîchement débarquées de la 2e division d'infanterie sous le commandement des généraux Masao Maruyama et Yumio Nasu, et infligea de lourdes pertes au 4e régiment d'infanterie japonais. Mieux préparée grâce à de meilleurs renseignements, cette attaque, qui coûta la vie à environ 700 soldats japonais pour 65 morts et 125 blessés américains,,,,,, aboutit à un élargissement du périmètre américain vers l'ouest. Cette deuxième offensive força les Japonais à battre en retraite à partir de leurs positions à l'est de la rivière et empêcha les préparatifs japonais pour l'offensive majeure planifiée contre les défenses américaines de Lunga,,.
Entre le 9 et le 11 octobre le 1er bataillon du 2e régiment de Marines prit d'assaut deux avant-postes japonais à environ 50 km à l'est du périmètre de Lunga à Gurabusu et Koilotumaria près d'Aloa Bay. Cette attaque coûta la vie à trente-cinq Japonais contre dix-sept Marines et trois marins de l'US Navy du côté des Américains,.

### Bataille navale du cap Espérance
Durant toute la dernière semaine de septembre et la première semaine d'octobre, les tournées du Tokyo Express transportèrent des troupes de la 2e division d'infanterie japonaise vers Guadalcanal. La Marine impériale japonaise promit d'appuyer l'offensive planifiée de l'armée, non seulement en acheminant les troupes et les approvisionnements nécessaires sur l'île, mais également en intensifiant les attaques aériennes sur Henderson Field et en envoyant des navires de guerre pour bombarder l'aérodrome,,,,.
Pendant ce temps, Millard F. Harmon, commandant des forces de l'US Army dans le Sud du Pacifique, parvint à convaincre le vice-amiral Robert L. Ghormley que les unités de Marines sur Guadalcanal avaient besoin d'être immédiatement renforcées si les Alliés entendaient défendre l'île contre la prochaine attaque japonaise. Ainsi, le 8 octobre, les 2 837 hommes du 164e régiment d'infanterie de la division Americal embarquèrent sur des navires en Nouvelle-Calédonie pour le voyage vers Guadalcanal où l'arrivée était prévue pour le 13 octobre. Afin de protéger le convoi de transport du 164e RI, Ghormley ordonna à la Task Force 64, composée de quatre croiseurs et cinq destroyers sous l'autorité du contre-amiral Norman Scott, d'escorter les transports de troupes afin d'intercepter et combattre tout navire japonais qui approcherait Guadalcanal ou menacerait l'arrivée du convoi,,,.

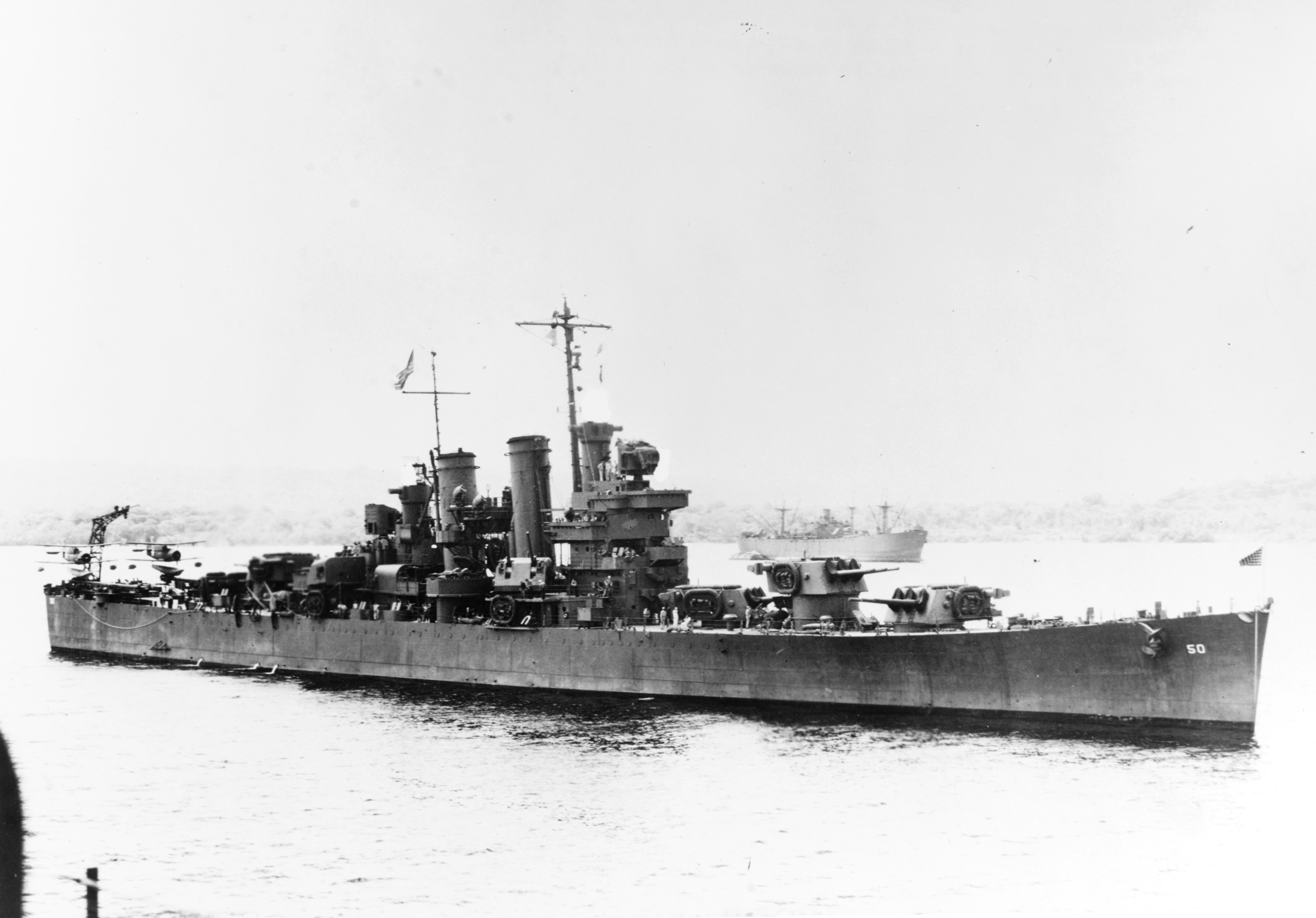
Le croiseur, membre de la Task Force 64 sous le commandement de Norman Scott.

L'état-major de la 8e flotte de Mikawa programma une vaste et importante tournée du Tokyo Express pour la nuit du 11 octobre. Deux transports d'hydravions et six destroyers étaient prévus pour acheminer 728 soldats ainsi que de l'artillerie et des munitions vers Guadalcanal. Au même moment, mais dans le cadre d'une opération distincte, trois croiseurs lourds et deux destroyers sous le commandement du contre-amiral Aritomo Gotō reçurent pour mission de bombarder Henderson Field avec des obus explosifs spéciaux dans le but de détruire la Cactus Air Force ainsi que les infrastructures de l'aérodrome. Du fait que les navires de guerre américains avaient à ce moment-là pour mission d'interdire toute livraison du Tokyo Express vers Guadalcanal, les Japonais ne s'attendaient à aucune opposition des forces navales alliées de surface cette nuit-là,,,.
Cependant, juste avant minuit, les navires de guerre de Scott détectèrent les forces de Gotō sur leurs radars près de l'entrée du détroit entre les îles de Savo et de Guadalcanal. Le groupe naval de Scott se trouva en position de barrer le T à la formation de Gotō qui ne se doutait de rien. Ouvrant le feu, les navires américains coulèrent un croiseur et un destroyer japonais et causèrent d'importants dégâts à un autre croiseur. L'amiral Gotō fut également mortellement blessé et le reste des navires de guerre japonais dut renoncer à la mission de bombardement pour battre en retraite. Durant l'échange de feu, un destroyer américain fut toutefois coulé tandis qu'un croiseur et un autre destroyer subirent de lourds dommages. Ce faisant, le convoi d'approvisionnement japonais parvint, quant à lui, a remplir avec succès sa mission de débarquement à Guadalcanal et entama son voyage de retour sans avoir été découvert par la force de Scott. Plus tard dans la matinée du 12 octobre, quatre destroyers japonais du convoi d'approvisionnement revinrent cependant pour prêter main-forte à la retraite des navires endommagés de Gotō. Deux de ces destroyers furent coulés plus tard dans la journée par des avions de la Cactus Air Force partis de Henderson Field. Le convoi de l'armée américaine parvint à Guadalcanal comme prévu le jour suivant et livra avec succès sa cargaison de matériels et d'hommes,,.

### Bombardements maritimes deHenderson Field
En dépit de la victoire américaine au cap Esperance, les Japonais poursuivirent leurs plans et préparatifs de la grande offensive qu'ils programmaient pour plus tard dans le courant du mois d'octobre. Rompant avec leur pratique habituelle de n'utiliser que des navires rapides pour transporter les hommes et les matériels vers l'île, les Japonais décidèrent de risquer un départ unique mais massif avec des navires de transport plus lents mais ayant une capacité d'emport plus importante. Le 13 octobre, un convoi comprenant six navires cargos accompagnés de huit destroyers de protection prit le départ des îles de Shortland pour Guadalcanal. Le convoi transportait 4 500 hommes des 16e et 230e régiments d'infanterie, quelques troupes de marine, deux batteries d'artillerie lourde et une compagnie de chars de combat,.

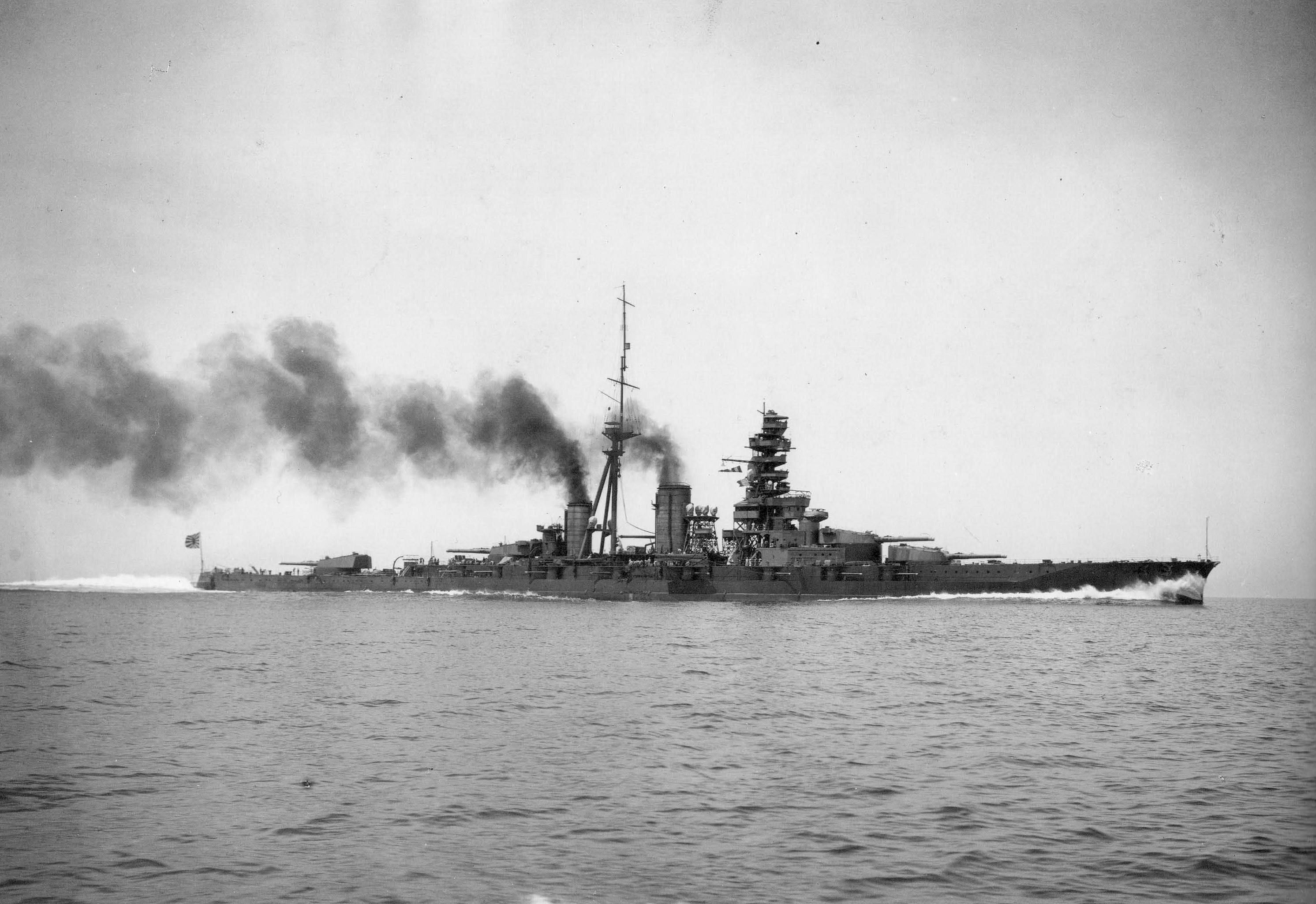
Croiseur de bataille japonais Haruna.

Afin de protéger les convois à l'approche contre les attaques de la Cactus Air Force, Yamamoto envoya deux croiseurs de bataille à partir des îles Truk avec pour mission de bombarder Henderson Field. Le 14 octobre à 01 h 33, le Kongō et le Haruna, escortés d'un croiseur léger et de neuf destroyers, atteignirent Guadalcanal et ouvrirent le feu sur l'aérodrome à une distance de 17 500 yards (16 002 m). Durant une heure et vingt-trois minutes, les deux croiseurs de bataille tirèrent 973 obus de 14 pouces (355,6 mm) sur le périmètre de Lunga, la plupart s'abattant à proximité et dans le carré de 2 400 yards (2 195 m) de l'aérodrome. Un grand nombre de ces projectiles étaient des obus à fragmentation, spécialement destinés à détruire des cibles à terre. Le bombardement endommagea lourdement les deux pistes principales, incendia presque tout le carburant d'aviation disponible, détruisit 48 des 90 appareils de la Cactus Air Force et fit 41 morts dont six pilotes. Le groupe naval japonais regagna ensuite immédiatement Truk,,,.

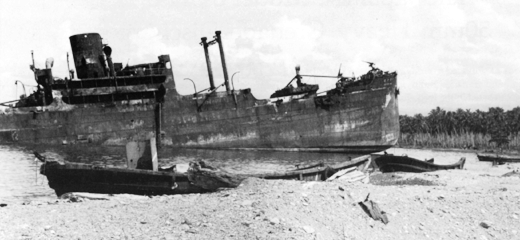
Navire cargo japonais détruit à Tassafaronga par des appareils de la CAF le 15 octobre.

En dépit des dommages très importants, le personnel de la base Henderson fut en mesure de réparer et de rendre une piste opérationnelle en quelques heures. Dans le même temps, dix-sept appareils de modèle SBD et vingt Wildcats de la base d'Espiritu Santo furent rapidement envoyés à Henderson tandis que les avions de transports de l'US Army et des Marines commencèrent des norias pour acheminer du carburant à partir d'Espiritu Santo. Informés de l'approche d'un important renfort japonais, les Américains cherchèrent désespérément un moyen d'entraver ce convoi avant qu'il n'atteigne Guadalcanal. Utilisant du carburant siphonné des avions détruits ainsi qu'un stock qui avait été caché dans la jungle à proximité, la Cactus Air Force attaqua le convoi à deux reprises le 14, mais ne fit aucun dégât.
Le convoi japonais atteignit Tassafaronga sur Guadalcanal à minuit le 14 octobre et commença à décharger. Durant toute la journée du 15 octobre, un ballet continu d'appareils de la Cactus Air Force bombarda et frappa le convoi durant les manœuvres de déchargement, parvenant à détruire trois navires cargos. Le reste du convoi reprit le départ cette même nuit, après avoir déchargé toutes les troupes et près des deux tiers des approvisionnements et des équipements. Plusieurs croiseurs japonais bombardèrent également Henderson au cours de la nuit du 14 au 15 octobre, détruisant quelques avions supplémentaires, mais échouant à causer plus de dommages significatifs à l'aérodrome,.

### Bataille pourHenderson Field
|  |  |

|  |  |

Entre le 1er et le 17 octobre, les Japonais procédèrent au transfert de 15 000 hommes vers Guadalcanal, mettant à disposition de Hyakutake un total de 20 000 hommes pour son opération visant à reprendre Henderson Field aux Américains. En raison de la perte de leurs positions sur la rive orientale de la Matanikau, les Japonais décidèrent qu'une attaque des défenses américaines le long de la côte représenterait un coût et une difficulté prohibitifs. C'est pourquoi Hyakutake décida que l'axe principal de son attaque partirait du Sud de Henderson Field. Sa 2e division (augmentée des troupes de la 38e division) sous les ordres du lieutenant-général Masao Maruyama, forte de 7 000 hommes répartis en trois régiments d'infanterie de trois bataillons chacun, reçut l'ordre de traverser la jungle à pied et d'attaquer les défenses américaines à partir du Sud, en longeant la rive est de la rivière Lunga,. La date de l'attaque fut fixée au 22 octobre, puis décalée au 23. Cependant, afin de faire diversion et protéger ainsi la préparation de l'attaque principale par le Sud, Hyakutake avait prévu de lancer une attaque par l'Ouest du périmètre le long du corridor côtier, sous les ordres du major-général Tadashi Sumiyoshi avec cinq bataillons d'infanterie appuyés par de l'artillerie lourde (environ 2 900 hommes). Les Japonais estimaient alors les effectifs américains à 10 000 hommes alors qu'en réalité ils s'élevaient déjà à 23 000,,,,,,.

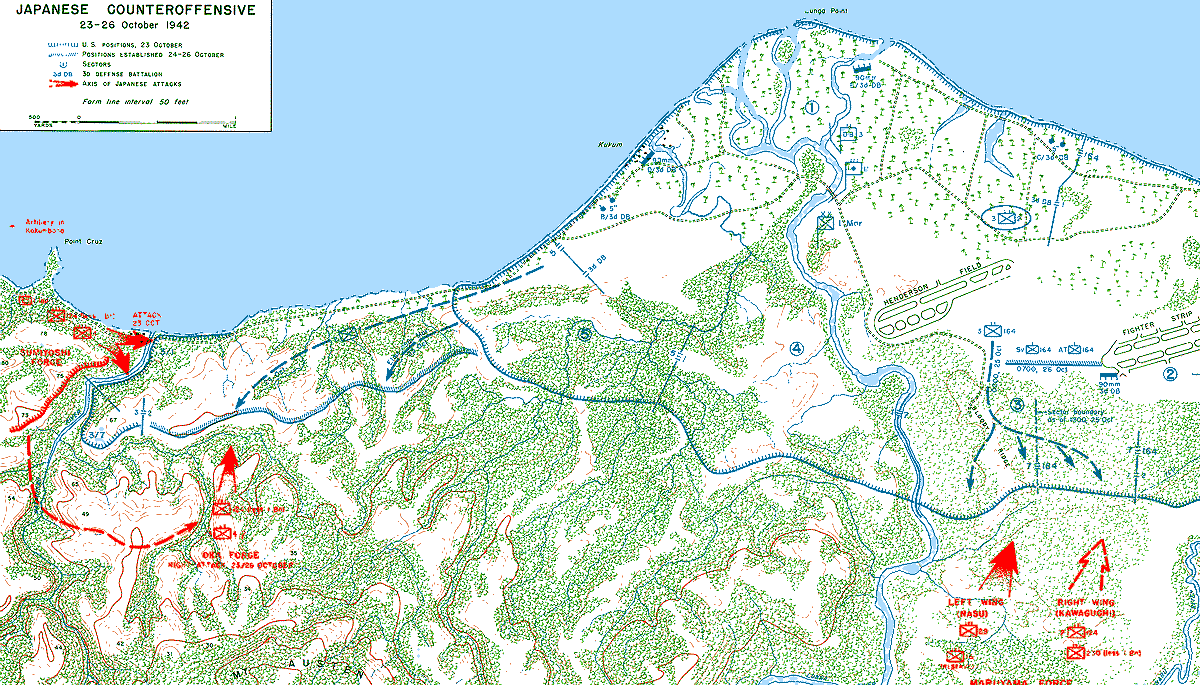
Carte de la bataille, 23-26 octobre. L'attaque des forces de Sumiyoshi à l'ouest, sur la Matanikau (à gauche) et l'attaque de la 2e division de Maruyama par le sud (à droite).

Le 12 octobre, une compagnie japonaise du génie débuta l'ouverture d'une piste, appelée « la route de Maruyama », à partir de la Matanikau en direction de la limite sud du périmètre américain de Lunga Point. La piste, longue de 15 milles (24 km) traversait des terrains parmi les plus difficiles de Guadalcanal, incluant plusieurs rivières et cours d'eau, des ravins profonds et boueux, des crêtes abruptes le tout couvert d'une végétation tropicale très dense. Entre le 16 et le 18 octobre, la 2e division débuta sa progression le long de la route Maruyama,,,,.
Le 23 octobre, les forces de Maruyama luttaient toujours contre la jungle pour atteindre les lignes américaines. Dans la soirée, après avoir appris que ses forces devaient maintenant gagner leurs positions d'attaque, Hyakutake reporta l'attaque au mercredi 24 octobre à 19 h. Les Américains restèrent totalement ignorants de l'approche des forces de Maruyama,,.
Sumiyoshi fut informé par l'état-major de Hyakutake du report de l'offensive au 24 octobre, mais ne fut pas en mesure de contacter ses troupes pour les en informer. Ce faisant, au crépuscule du 23 octobre, deux bataillons du 4e régiment d'infanterie et les neuf chars de la 1re compagnie de chars indépendante lancèrent leur assaut par l'ouest sur les défenses des Marines américains à l'embouchure de la Matanikau. Le feu de l'artillerie et de l'infanterie des Marines parvint à repousser les attaques, détruisant tous les chars et tuant de nombreux soldats japonais tandis que les Américains ne subissaient que des pertes légères,,,,,.

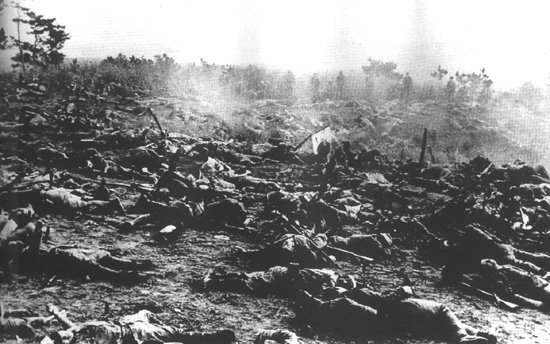
Soldats morts de la 2e division japonaise couvrant le champ de bataille à la suite des assauts ratés des 25-26 octobre.

Finalement, tard dans la journée du 24 octobre, les forces de Maruyama atteignirent le périmètre américain de Lunga. Durant deux nuits consécutives, elles lancèrent sans succès de nombreux assauts frontaux contre les positions défendues par les hommes du 1er bataillon du 7e régiment de Marines commandé par le lieutenant-colonel « Chesty » Puller et du 3e bataillon du 164e régiment d'infanterie de l'US Army commandé par le lieutenant-colonel Robert Hall. Les unités de Marines et de l'armée américaine équipées de fusils, de mitrailleuses, de mortiers, d'artillerie (incluant également l'usage d'obus à balles) et de canons anti-char de 37 mm provoquèrent un véritable carnage dans les rangs japonais. Quelques petits groupes de Japonais percèrent les défenses américaines, mais ils furent tous chassés et détruits au cours des jours suivants. Plus de 1 500 hommes de Maruyama furent tués au cours des attaques, tandis que les Américains perdirent 60 hommes. Durant ces mêmes jours, les appareils de Henderson Field défendirent la position contre des attaques aériennes et navales japonaises, détruisant 14 avions et coulant un croiseur léger,,,,,.
D'autres attaques japonaises le long de la Matanikau le 26 octobre furent également repoussées avec de lourdes pertes pour les Japonais. Finalement, le 26 octobre à 8 h, Hyakutake annula toutes les attaques prévues ultérieurement et donna l'ordre de retraite à ses forces. Environ la moitié des survivants de Maruyama reçut l'ordre de se retirer vers la haute vallée de la Matanikau tandis que le 230e régiment d'infanterie sous les ordres du colonel Toshinari Shōji fut envoyé vers Koli Point, à l'est du périmètre de Lunga. Les éléments de tête de la 2e division parvinrent au quartier général de la 17e armée dans la région de Kokumbona, à l'ouest de la Matanikau le 4 novembre 1942. Le même jour, l'unité de Shōji parvint à destination et y établit un camp. Décimée par les morts au combat, les blessés, la malnutrition et les maladies tropicales, la 2e division fut incapable de participer à de nouvelles actions offensives et cantonnée au rôle de force défensive le long de la côte pour le reste de la campagne. Au total, les Japonais perdirent entre 2 200 et 3 000 hommes au cours de ces combats, tandis que les Américains n'en perdirent qu'environ 80,,,,,.

### Bataille navale des îles Santa Cruz

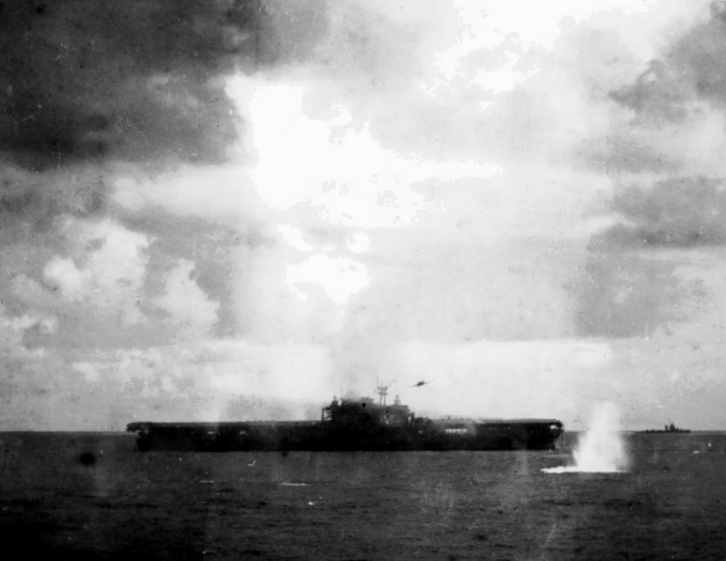
L' est torpillé et achevé par un appareil embarqué japonais.

Alors que les troupes de Hyakutake étaient en train d'attaquer le périmètre de Lunga, des porte-avions japonais, accompagnés d'autres bâtiments de guerre importants sous le commandement général d'Isoroku Yamamoto, prirent position au sud des îles Salomon. À partir de là, les forces navales japonaises espéraient engager et défaire de manière décisive toute force navale alliée (prioritairement américaine), en particulier les groupes aéronavals chargés de répondre à l'offensive terrestre de Hyakutake. Les forces aéronavales alliées dans la région, maintenant sous le commandement de William Halsey, Jr., espéraient également rencontrer les forces navales japonaises dans une bataille. Nimitz avait remplacé Ghormley par Halsey le 18 octobre après en être arrivé à la conclusion que la vision de Ghormley était devenue trop pessimiste et à courte vue pour commander efficacement les forces alliées dans la zone du Pacifique Sud,,.
Les deux flottes aéronavales ennemies s'affrontèrent au matin du 26 octobre, dans ce que l'histoire retiendra comme la bataille des îles Santa Cruz. Après plusieurs affrontements aériens, les bâtiments de surface alliés furent forcés de battre en retraite de la zone des combats avec la perte d'un porte-avion (Hornet) et un autre (Enterprise) fortement endommagé. Cependant, les forces aéronavales japonaises en présence se retirèrent également du fait des lourdes pertes subies parmi les appareils embarqués et des dégâts significatifs sur deux porte-avions. Bien qu'étant en apparence une victoire tactique japonaise pour ce qui concerne le nombre de navires coulés et endommagés, la perte par les Japonais de nombreux équipages d'avion expérimentés et irremplaçables s'avéra finalement un avantage stratégique à long terme pour les alliés dont les pertes aériennes au cours de la bataille furent relativement basses. Les porte-avions japonais ne devaient plus jouer de rôle significatif dans la suite de la campagne,,.

### Opérations terrestres du mois de novembre
Afin d'exploiter la victoire de Henderson Field, Vandegrift envoya six bataillons de Marines, rejoints plus tard par un bataillon de l'US Army, mener une offensive à l'ouest de la Matanikau. L'opération, dirigée par Merritt Edson, avait pour objectif de capturer la position de Kokumbona, quartier général de la 17e armée à l'ouest de Point Cruz. La défense de Point Cruz était à la charge du 4e régiment d'infanterie japonais, commandées par Nomasu Nakaguma. Ce régiment était sérieusement sous-dimensionné en raison d'importantes pertes dues aux combats, aux maladies tropicales et à la malnutrition,,,,,.

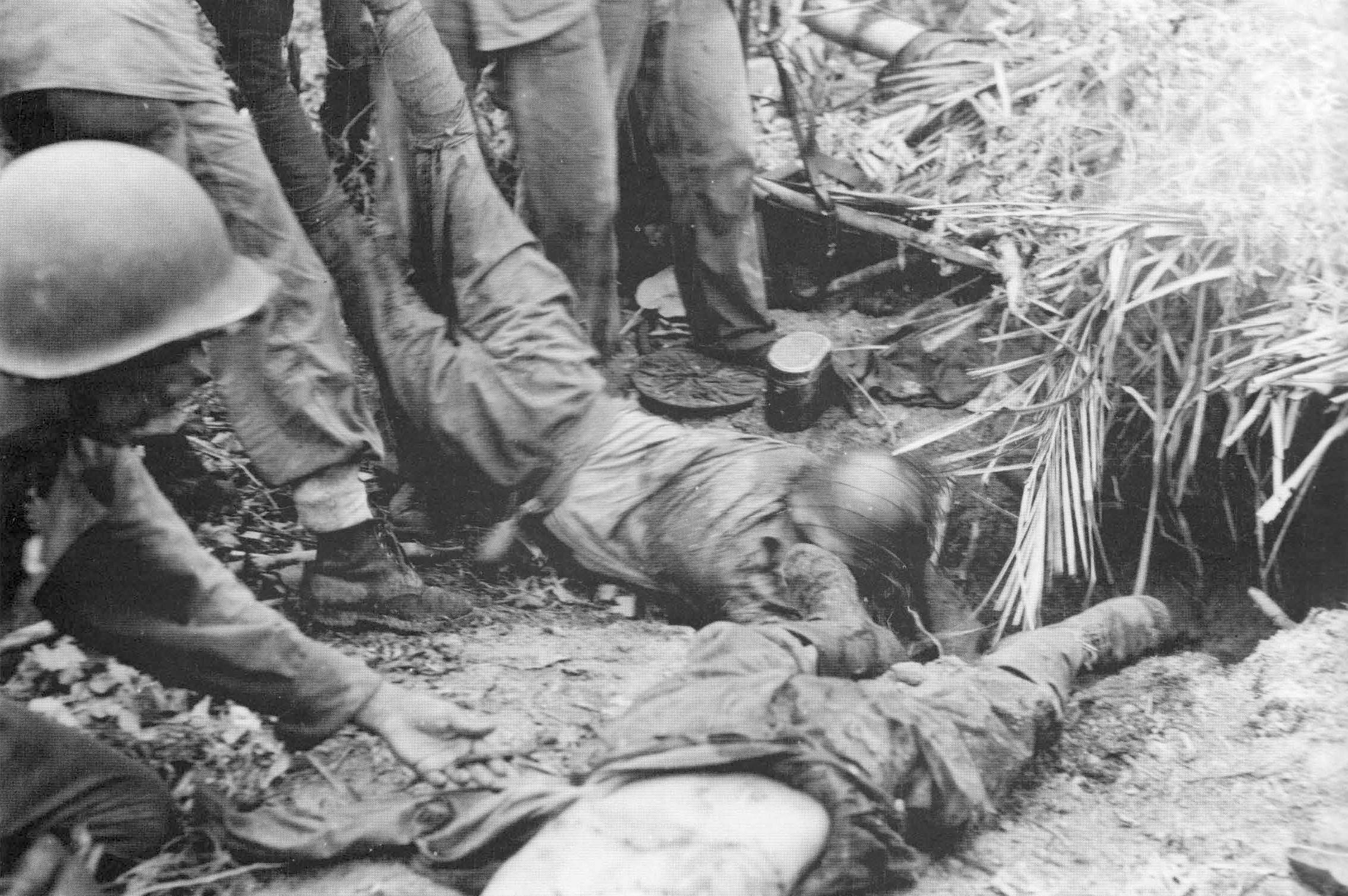
Des Marines américains tirent les corps sans vie de soldats japonais hors de leurs bunkers dans la zone de Point Cruz après la bataille du début du mois de novembre 1942.

L'offensive américaine débuta le 1er novembre 1942 et, après quelques difficultés, parvint à détruire dès le 3 novembre les forces japonaises défendant la position de Point Cruz, y compris les unités du deuxième échelon envoyées pour renforcer le régiment de Nakaguma. Cependant, au même moment, d'autres forces américaines découvrirent des troupes japonaises nouvellement débarquées à proximité de Koli Point à l'est du périmètre de Lunga, avec lesquelles elles engagèrent le combat. Devant la nécessité de contrer cette nouvelle menace, Vandegrift arrêta provisoirement l'offensive de la Matanikau le 4 novembre, alors que les Américains étaient sur le point de percer les défenses japonaises et de prendre Kokumbona. L'offensive fit 71 tués du côté américain et 450 pour les Japonais,,,,.
À Koli Point, à l'aube du 3 novembre, cinq destroyers japonais avaient en effet débarqué 300 hommes pour appuyer Shōji et ses unités qui étaient alors en route pour rejoindre Koli Point à la suite de la bataille pour Henderson Field. Ayant appris le débarquement, Vandegrift envoya un bataillon de Marines sous les ordres de Herman H. Hanneken pour intercepter les Japonais à Koli. Peu après avoir débarqué, ces derniers engagèrent et repoussèrent le bataillon de Hanneken vers le périmètre de Lunga. En réponse, Vandegrift ordonna au bataillon de Marines de Puller ainsi qu'à deux bataillons du 164e régiment d'infanterie, accompagnés du bataillon de Hanneken, d'avancer en direction de Koli Point pour y attaquer les forces japonaises,,,,,,,.
Alors que les troupes américaines débutaient leur mouvement, Shōji et ses hommes parvinrent à Koli Point. À partir du 8 novembre, les troupes américaines tentèrent d'encercler Shōji et ses hommes dans la crique de Gavaga à proximité de Koli Point. Pendant ce temps, Hyakutake donna l'ordre à Shōji d'abandonner les positions à Koli et de rejoindre les forces japonaises à Kokumbona dans la zone de la Matanikau. Exploitant une brèche constituée d'un ruisseau marécageux sur le front sud des lignes américaines, Shōji et 2 000 à 3 000 de ses hommes parvinrent à s'échapper dans la jungle vers le sud, entre le 9 et le 11 novembre. Le 12 novembre, les Américains prirent d'assaut la position et tuèrent les derniers soldats japonais restant dans la poche de résistance. Les Américains dénombrèrent les corps de 450 à 475 Japonais morts dans la zone de Koli Point et prirent la plupart des armes lourdes et des approvisionnements que Shōji avait dû laisser sur place. Les forces américaines eurent 40 tués et 120 blessés au cours de l'opération,,,,,,.
Le 5 novembre, Vandegrift ordonna à Carlson et ses commandos de faire mouvement à pied à partir d'Aola et d'attaquer tout élément des forces de Shōji qu'il pourrait rattraper. Avec le reste des compagnies de son bataillon qui arriva quelques jours plus tard, Carlson et ses hommes se mirent en marche pour une patrouille de 29 jours d'Aola jusqu'au périmètre de Lunga. Les commandos de Carlson devaient jusque-là assurer la sécurité de 500 Seabees qui s'efforçaient de construire un aérodrome à proximité de Koli Point. Halsey, agissant sur recommandation de Turner, avait en effet approuvé cette construction. Celle-ci fut finalement abandonnée à la fin du mois de novembre en raison du terrain inapproprié,,.

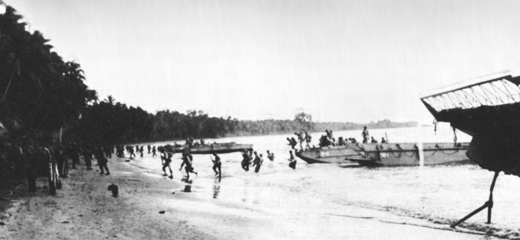
Les commandos de Carlson débarquent sur la plage d'Aola Bay le 4 novembre 1942.

Au cours de la patrouille, les commandos engagèrent plusieurs combats avec les troupes de Shōji qui battaient en retraite, tuant presque 500 d'entre eux et ne dénombrant que 16 tués dans leurs rangs. En plus des pertes subies au cours des attaques des commandos de Carlson, les maladies tropicales et le manque de nourriture causèrent de nombreuses pertes supplémentaires aux unités de Shōji. Au moment où ces dernières atteignirent la rivière Lunga à la mi-novembre, à peu près à mi-chemin entre Koli Point et la Matanikau, seuls 1 300 hommes du corps de troupe principal étaient encore en vie. Lorsque Shōji atteignit les positions de la 17e armée à l'ouest de la Matanikau, seuls 700 à 800 survivants étaient encore à ses côtés. La plupart des survivants de l'unité furent par la suite intégrés à d'autres unités japonaises défendant le mont Austen et la haute vallée de la rivière Matanikau,,,,,,. Enfin, toujours durant la même période, les tournées du Tokyo Express des 5, 7 et 9 novembre amenèrent des troupes supplémentaires de la 38e division d'infanterie japonaise, incluant l'essentiel du 228e régiment d'infanterie. Ces troupes fraîches furent rapidement mises en place dans les zones de Point Cruz et de la Matanikau et aidèrent avec succès à résister aux attaques américaines ultérieures des 10 et 18 novembre. Les Américains et les Japonais restèrent ainsi à se faire face le long d'une ligne juste à l'ouest de Point Cruz durant les six semaines qui suivirent,,,.

## Agonie progressive des Japonais

### Bataille navale de Guadalcanal
|  |

|                                          |  |
| Tous furent tués au cours de la bataille |  |

Après la défaite de Henderson Field, l'Armée impériale japonaise (AIJ) planifia une nouvelle opération pour reprendre l'aérodrome au mois de novembre 1942, mais des renforts complémentaires étaient nécessaires avant qu'elle ne pût être déclenchée. L'AIJ demanda donc l'assistance de l'amiral Yamamoto, chef de la flotte combinée, afin d'acheminer les renforts nécessaires vers l'île ainsi que d'apporter le soutien de la Marine impériale japonaise à la prochaine offensive. Yamamoto fournit onze grands navires de transport pour acheminer les 7 000 hommes de la 38e division d'infanterie, leurs munitions, leur nourriture et leurs équipements lourds de Rabaul vers Guadalcanal. Il fournit également une flotte de navires de guerre incluant deux croiseurs de bataille, le Hiei et le Kirishima. Tous deux étaient équipés d'obus spéciaux à fragmentation, avec lesquels il était prévu qu'ils bombardent Henderson Field dans la nuit du 12 au 13 novembre afin de le détruire en même temps que les appareils qui s'y trouvaient stationnés. Il s'agissait ainsi de permettre aux navires de transport japonais, lourds et lents, d'atteindre Guadalcanal pour décharger le jour suivant et en toute sécurité les renforts attendus. La flotte des navires de guerre était commandée à partir du Hiei par le vice-amiral Hiroaki Abe.
Au début du mois de novembre, les renseignements militaires alliés obtinrent des informations sur les préparatifs japonais d'une nouvelle offensive. Les Américains prirent alors des dispositions pour se préparer à ce nouvel affrontement. Ils envoyèrent le 11 novembre vers Guadalcanal, sous le commandement de l'amiral Turner de la Task Force 67, un grand convoi de renforts et de réapprovisionnement transportant des Marines de relève, deux bataillons d'infanterie de l'US Army, des munitions et des vivres. Les navires de transport étaient protégés par deux groupes navals, commandés par les contre-amiraux Daniel J. Callaghan et Norman Scott, et par des appareils en provenance de Henderson Field,,. Les navires furent attaqués à plusieurs reprises les 11 et 12 novembre par des appareils japonais en provenance de Rabaul et passant par la base aérienne de Buin sur Bougainville, mais la majorité des navires purent procéder aux opérations de déchargement sans dommages sérieux,.
Des avions de reconnaissance américains parvinrent à repérer l'approche de l'unité de bombardement du vice-amiral Abe et transmirent l'avertissement au commandement allié. Turner détacha alors tous les navires de combat utilisables, sous les ordres de Callaghan, pour protéger les troupes débarquées de l'attaque navale japonaise et du débarquement de troupes. Le groupe naval de Callaghan comprenait deux croiseurs lourds, trois croiseurs légers et huit destroyers. Il ordonna parallèlement aux navires de soutien à Guadalcanal d'appareiller en début de soirée le 12 novembre.
Vers 1 h 30 le 13 novembre, la force navale de Callaghan intercepta le groupe de bombardement d'Abe entre Guadalcanal et l'île de Savo. En plus des deux croiseurs de bataille, la force navale d'Abe incluait un croiseur léger et onze destroyers. Dans l'obscurité totale, les deux forces navales s’entremêlèrent avant d'ouvrir le feu à des portées inhabituellement courtes. Dans la mêlée qui s'ensuivit, les navires de guerre d'Abe coulèrent ou endommagèrent sévèrement tous les navires alliés à l'exception d'un croiseur et d'un destroyer. De plus, Callaghan et Scott furent tués. Deux destroyers japonais furent coulés et un autre, ainsi que le Hiei, lourdement endommagés. Bien qu'il eût défait la force navale de Callaghan, Hiroaki Abe donna l'ordre à ses bâtiments de combat de se retirer sans bombarder Henderson Field. Le Hiei coula plus tard dans la journée à la suite des attaques répétées des appareils de la CAF et du porte-avion américain Enterprise. Du fait de l'échec de Hiroaki Abe à neutraliser Henderson Field, Yamamoto ordonna au convoi de transport de troupes, commandé par Raizo Tanaka localisé à proximité des îles Shortland, d'attendre un jour supplémentaire avant de poursuivre vers Guadalcanal. Il ordonna par ailleurs à Nobutake Kondo de rassembler une autre force navale de bombardement en utilisant des bâtiments de guerre de la base de Truk et du groupe naval d'Abe pour mener une attaque contre l'aérodrome Henderson le 15 novembre,,.
Pendant ce temps, vers 2 h le 14 novembre, un groupe naval de croiseurs et de destroyers sous les ordres du vice-amiral Gunichi Mikawa en provenance de Rabaul, réussit un bombardement de Henderson Field sans aucune opposition. Ce dernier causa quelques dégâts, mais échoua à mettre l'aérodrome ou ses appareils hors de combat. Alors que les forces de Mikawa se retiraient vers Rabaul, le convoi de transport de Tanaka confiant dans le fait que l'aérodrome était maintenant détruit ou tout au moins sévèrement endommagé, commença sa descente le long de l'étroit chenal menant à Guadalcanal. Durant toute la journée du 14 novembre, des appareils en provenance de l'aérodrome ainsi que de l'Enterprise attaquèrent les bâtiments de Mikawa et de Tanaka, coulant l'un des croiseurs lourds et sept navires de transport. L'essentiel des troupes embarquées dans les transports fut secouru par les destroyers d'escorte de Tanaka qui retournèrent dans les Shortlands. Après la tombée de la nuit, Tanaka et les quatre transports restants poursuivirent en direction de Guadalcanal tandis que les forces de Kondo approchaient de Lunga Point pour bombarder la piste d'aviation,,.

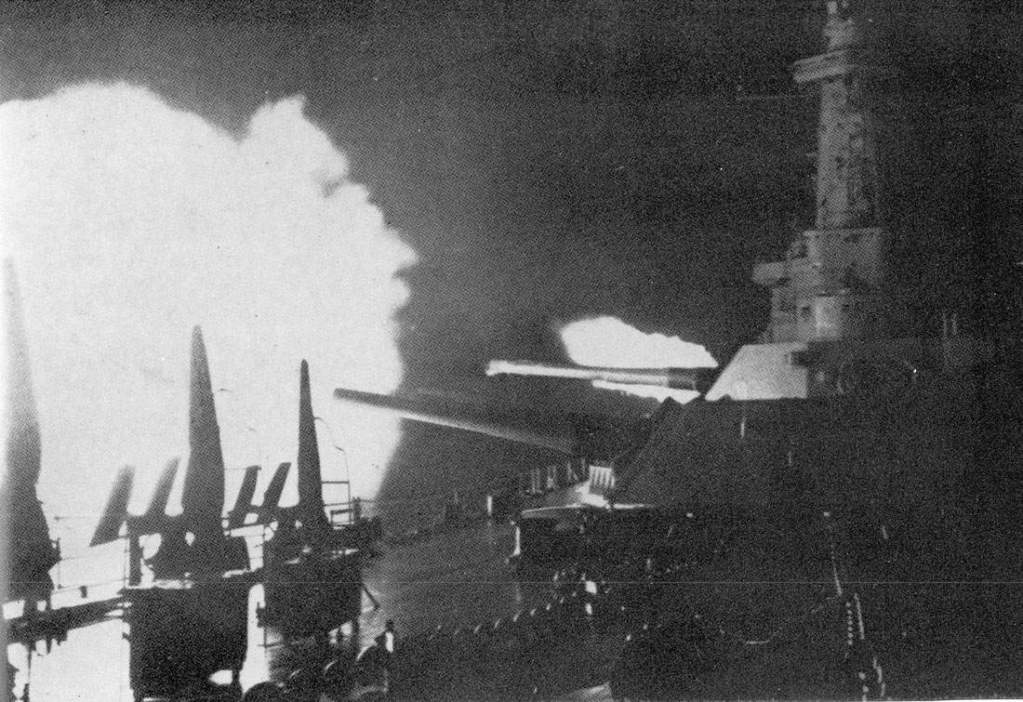
Le cuirassé américain ' faisant feu sur le Kirishima.

Afin d'intercepter le groupe naval de Kondo, Halsey, qui manquait de navires en état de se battre, détacha deux bâtiments de combat, les cuirassés Washington et South Dakota et quatre destroyers du groupe aéronaval de l'Enterprise. La force américaine sous le commandement de Willis A. Lee à bord du Washington, atteignit Guadalcanal et l'île de Savo juste avant minuit le 14 novembre, peu avant l'arrivée de la force de bombardement de Kondo. Celle-ci se composait du Kirishima et de deux croiseurs lourds, deux croiseurs légers et neuf destroyers. Après que les deux forces furent entrées en contact, les navires de Kondo coulèrent très rapidement trois destroyers américains et endommagèrent gravement le quatrième. Les bâtiments japonais aperçurent ensuite le South Dakota, sur lequel ils ouvrirent le feu et réussirent à l'endommager. Alors que les navires de Kondo se concentraient sur ce dernier, le Washington parvint à s'approcher des navires japonais sans avoir été détecté et ouvrit le feu sur le Kirishima, le touchant à plusieurs reprises et lui causant des dommages mortels. Après avoir chassé sans succès le Washington vers les îles Russell, Kondo ordonna à ses navires de se retirer sans avoir bombardé Henderson Field. L'un des destroyers japonais fut également coulé au cours de l'engagement,.
Alors que les navires de Kondo se retiraient, les quatre navires de transport japonais s'échouèrent près de Tassafaronga sur Guadalcanal à 04 h 00 et commencèrent rapidement à décharger. À 05 h 55, l'artillerie et les avions américains commencèrent à attaquer les navires de transport échoués, détruisant les quatre transports avec l'essentiel des approvisionnements qu'ils contenaient. Seuls 2 000 à 3 000 hommes de l'armée parvinrent à terre. Du fait d'avoir échoué à livrer l'essentiel des approvisionnements et des troupes, les Japonais furent finalement forcés d'annuler leur offensive planifiée pour novembre. De fait, le résultat de cette bataille constitua une victoire stratégique significative pour les Alliés et marqua le début de la fin des tentatives japonaises pour reprendre l'aérodrome,.
Le 26 novembre, le lieutenant-général japonais Hitoshi Imamura prit le commandement de la 8e armée de région à Rabaul. Ce nouveau commandement comprenait la 17e armée de Hyakutake, et la 18e armée japonaise en Nouvelle-Guinée. L'une des premières priorités d'Imamura au moment d'assumer ce commandement fut la poursuite des tentatives pour reprendre l'aérodrome de Guadalcanal. L'offensive alliée à Buna en Nouvelle-Guinée, changea cependant les priorités. Considérant que les tentatives alliées étaient une menace bien plus importante pour Rabaul, Imamura reporta les nouveaux efforts de renforcement de Guadalcanal pour se concentrer sur la situation en Nouvelle-Guinée,,.

### Bataille navale de Tassafaronga
|  |

|  |

Les Japonais continuèrent à rencontrer des problèmes dans l'acheminement d'approvisionnements suffisants pour leurs troupes sur Guadalcanal. Des tentatives pour n'utiliser que des sous-marins les deux dernières semaines de novembre échouèrent à répondre à ces problèmes. Une tentative d'établir des bases dans les îles Salomon centrales pour acheminer des convois de barges vers Guadalcanal échoua également en raison des attaques destructrices de l'aviation alliée. Le 26 novembre, la 17e armée notifia à Imamura qu'elle faisait face à une pénurie alimentaire critique : certaines unités sur la ligne de front ne furent pas réapprovisionnées pendant six jours successifs et même les rations des troupes sur les arrières du front furent réduites au tiers. La situation critique força les Japonais à revenir à l'utilisation de destroyers pour livrer les approvisionnements nécessaires,,. Les personnels de la 8e flotte conçurent alors un plan pour aider à réduire l'exposition des destroyers chargés de délivrer les approvisionnements à Guadalcanal. De grands barils d'huile et de carburant furent nettoyés et remplis de matériels médical et de vivres, avec suffisamment d'air pour en assurer la flottabilité et enfilés ensemble sur des cordes. Lorsque les destroyers atteindraient Guadalcanal ils feraient un virage serré et les barils seraient alors lâchés et un nageur ou un bateau en provenance de la côte pourrait alors récupérer le bout flottant de la corde et le ramener jusqu'à la plage, ou les soldats pourraient alors haler ces approvisionnements,,,,,,,.
L'unité de renforcement de Guadalcanal de la 8e flotte (le Tokyo Express), commandée à ce moment-là par Raizo Tanaka, avait reçu pour mission de Mikawa d'effectuer les cinq premières courses vers Tassafaronga en utilisant la méthode des barils dans la nuit du 30 novembre. L'unité navale de Tanaka était organisée autour de huit destroyers, dont six affectés au transport de 200 à 240 barils d'approvisionnement chacun,,,,. Informé de la tentative d'approvisionnement des Japonais par des sources de renseignement, Halsey donna l'ordre à la Task Force 67, composée de quatre croiseurs et de quatre destroyers sous le commandement du contre-amiral Carleton H. Wright, d'intercepter la force navale de Tanaka et de la tenir éloignée de Guadalcanal. Deux destroyers supplémentaires se joignirent au groupe naval de Wright au départ d'Espiritu Santo, au cours de la journée du 30 novembre,,,,,,,.

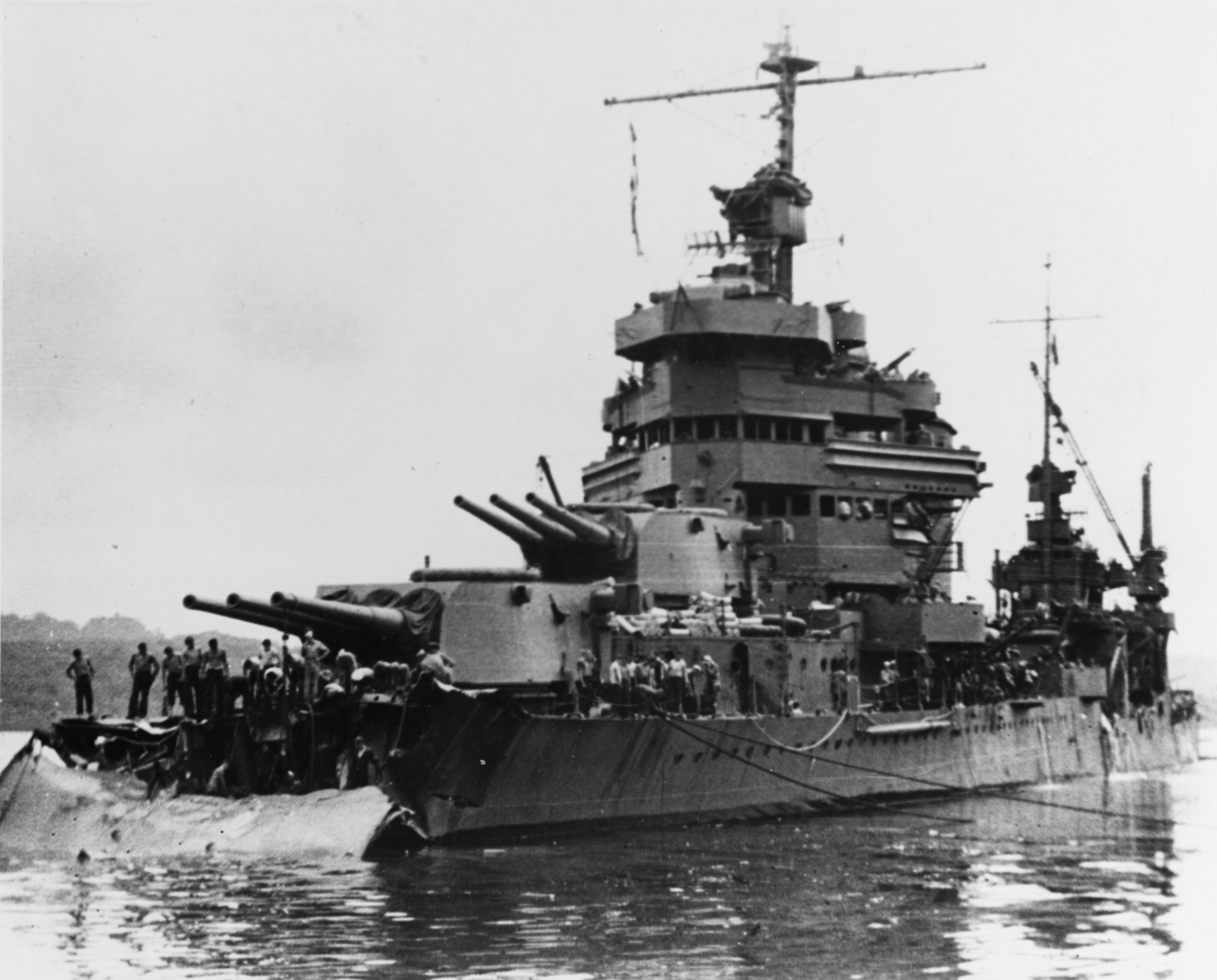
L' après la bataille de Tassafaronga.

À 22 h 40 le 30 novembre, les forces de Tanaka arrivèrent au large de Guadalcanal et s'apprêtèrent à décharger les barils d'approvisionnement. Pendant ce temps, les navires de guerre de Wright approchèrent en passant par le Ironbottom Sound (littéralement le détroit au fond de fer) mais en arrivant de la direction opposée. Le groupe de Wright détecta les forces de Tanaka au radar et le commandant du destroyer requit l'autorisation d'ouvrir le feu avec des torpilles. Wright attendit quatre minutes avant de donner l'autorisation, permettant ainsi à Tanaka d'échapper à une configuration de tir optimale. Toutes les torpilles américaines manquèrent leurs cibles. Dans le même temps, les croiseurs de Wright ouvrirent le feu touchant rapidement et détruisant l'un des destroyers d'escorte japonais. Le reste des navires de Tanaka abandonna la mission de livraison, augmenta sa vitesse et lança un total de 44 torpilles en direction des croiseurs de Wright,,,,,. Les torpilles japonaises frappèrent et coulèrent le croiseur américain Northampton et endommagèrent gravement les croiseurs Minneapolis, New Orleans, et Pensacola. Les destroyers restants de Tanaka s'en tirèrent sans dommages, mais sans parvenir à livrer les approvisionnements aux troupes en souffrance sur Guadacanal,,,.
Le 7 décembre 1942, les troupes de Hyakutake perdaient environ 50 hommes par jour de malnutrition, de maladies, et par les attaques terrestres et aériennes alliées. D'autres tentatives ultérieures du groupe de destroyers de Tanaka le 3, 7 et 11 décembre pour livrer les approvisionnements ne parvinrent pas à atténuer la crise, et l'un des destroyers de Tanaka fut coulé par une torpille lancée d'un PT boat américain,,,.

### Décision japonaise de battre en retraite
Le 12 décembre 1942, la Marine impériale proposa que Guadalcanal soit abandonnée. Au même moment, plusieurs officiers d'état-major de l'armée au quartier général impérial suggérèrent également que de nouveaux efforts pour reprendre Guadalcanal seraient impossibles. Une délégation menée par le colonel de l'Armée impériale japonaise Joichiro Sanada, chef de la section des opérations du quartier général impérial effectua une visite à Rabaul le 19 décembre et consulta Imamura ainsi que son état-major. Au retour de la délégation à Tokyo, Sanada recommanda l'abandon de Guadalcanal. Les principaux chefs du quartier général impérial approuvèrent la recommandation de Sanada le 26 décembre et donnèrent l'ordre à leurs états-majors d'élaborer des plans pour la retraite, l'établissement d'une nouvelle ligne de défense dans la portion centrale des îles Salomon et le déplacement des priorités et des ressources vers la campagne en Nouvelle-Guinée,,,,.
Le 28 décembre, le général Hajime Sugiyama et l'amiral Osami Nagano informèrent personnellement l'empereur Hirohito de la décision de battre en retraite de Guadalcanal. Le 31 décembre, l'empereur approuva formellement la décision. Les Japonais commencèrent secrètement à préparer leur évacuation, appelée opération Ke, qui devait débuter au cours de la dernière partie du mois de janvier 1943,,,,,,.

### Bataille des monts Austen, du Cheval au galop et de l'Hippocampe

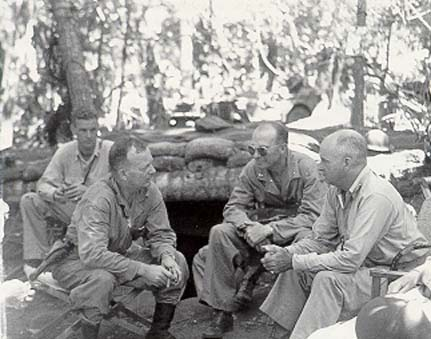
Le major-général Alexander Patch (au centre) succède à Vandegrift (à droite) le 9 décembre 1942.

Au mois de décembre, la 1re division des Marines épuisée par les combats des mois précédents, fut retirée du front pour récupérer, et remplacée progressivement au cours du mois suivant, par le XIVe corps qui prit les opérations sur l'île à son compte. Ce corps d'armée était composé de la 2e division des Marines, de la 25e division d'infanterie et la division Americal de l’US Army. Le major-général Alexander Patch de l’US Army remplaça Vandegrift au poste de commandant des forces alliées sur Guadalcanal, qui au mois de janvier totalisaient plus de 50 000 hommes,,,,,,. Les régiments d'infanterie de la division Americal étaient des unités de la Garde nationale. Le 164e était du Dakota du Nord, le 182e du Massachusetts et le 132e de l'Illinois. Le 147e faisait auparavant partie de la 37e division d'infanterie. Pendant son séjour à Guadalcanal, la 1re division de Marines déplora 650 morts, 31 disparus, 1 278 blessés et 8 580 qui contractèrent certains types de maladies, essentiellement la malaria. Le 2e régiment de Marines était arrivé à Guadalcanal avec la plus grande partie de la 1re division de Marines, mais demeura à l'arrière afin de rejoindre son unité de rattachement, la 2e division de Marines. Le 35e régiment de la 25e division d'infanterie arriva à Guadalcanal le 17 décembre, le 27e régiment le 1er janvier et le 161e régiment le 4 janvier. Les unités de quartier général de la 2e division de Marines, le 6e régiment de Marines et diverses unités d'appui et d'armes lourdes arrivèrent également les 4 et 6 janvier. Le major-général John Marston, commandant de la 2e division de Marines resta en Nouvelle-Zélande parce qu'il était plus ancien dans le grade que Patch. C'est donc le brigadier-général Alphonse De Carre qui commandait la 2e division de Marines sur Guadalcanal. Le nombre total de Marines sur Guadalcanal et Tulagi au 6 janvier 1943 s'élevait à 18 383.
Le 18 décembre, les forces alliées (essentiellement américaines) commencèrent à attaquer des positions japonaises du mont Austen. Une solide position fortifiée japonaise, appelée le Gifu, résista aux attaques au point que les Américains furent forcés d'arrêter temporairement leur offensive le 4 janvier 1943,,,,,.
Les Alliés reprirent leur offensive à partir du 10 janvier, attaquant à nouveau les Japonais sur le mont Austen ainsi que sur les deux crêtes à proximité dénommées Hippocampe et Cheval au galop. Après quelques difficultés, les Alliés prirent les trois mouvements de terrain au 23 janvier. Au même moment, les Marines avancèrent les long de la côte nord de l'île, réalisant des gains significatifs. Les Américains perdirent 250 hommes au cours de l'opération tandis que les Japonais déploraient 3 000 morts, soit environ 12 pour 1 en faveur des Américains,,

### ÉvacuationKeet bataille de l'île de Rennell
Le 14 janvier, un raid du Tokyo Express débarqua l'équivalent d'un bataillon de soldats pour jouer le rôle d'arrière-garde pour l'opération d'évacuation Ke. Un officier d'état-major de Rabaul accompagna les troupes afin de notifier à Hyakutake la décision officielle d'abandonner l'île. Au même moment, des navires japonais ainsi que des avions firent mouvement pour prendre position autour de la zone de Rabaul et de Bougainville dans le but d'exécuter l'opération de retrait. Les services de renseignement alliés détectèrent les mouvements japonais, mais les interprétèrent de manière erronée comme une nouvelle tentative de reprendre Henderson Field et Guadalcanal,,,,,.

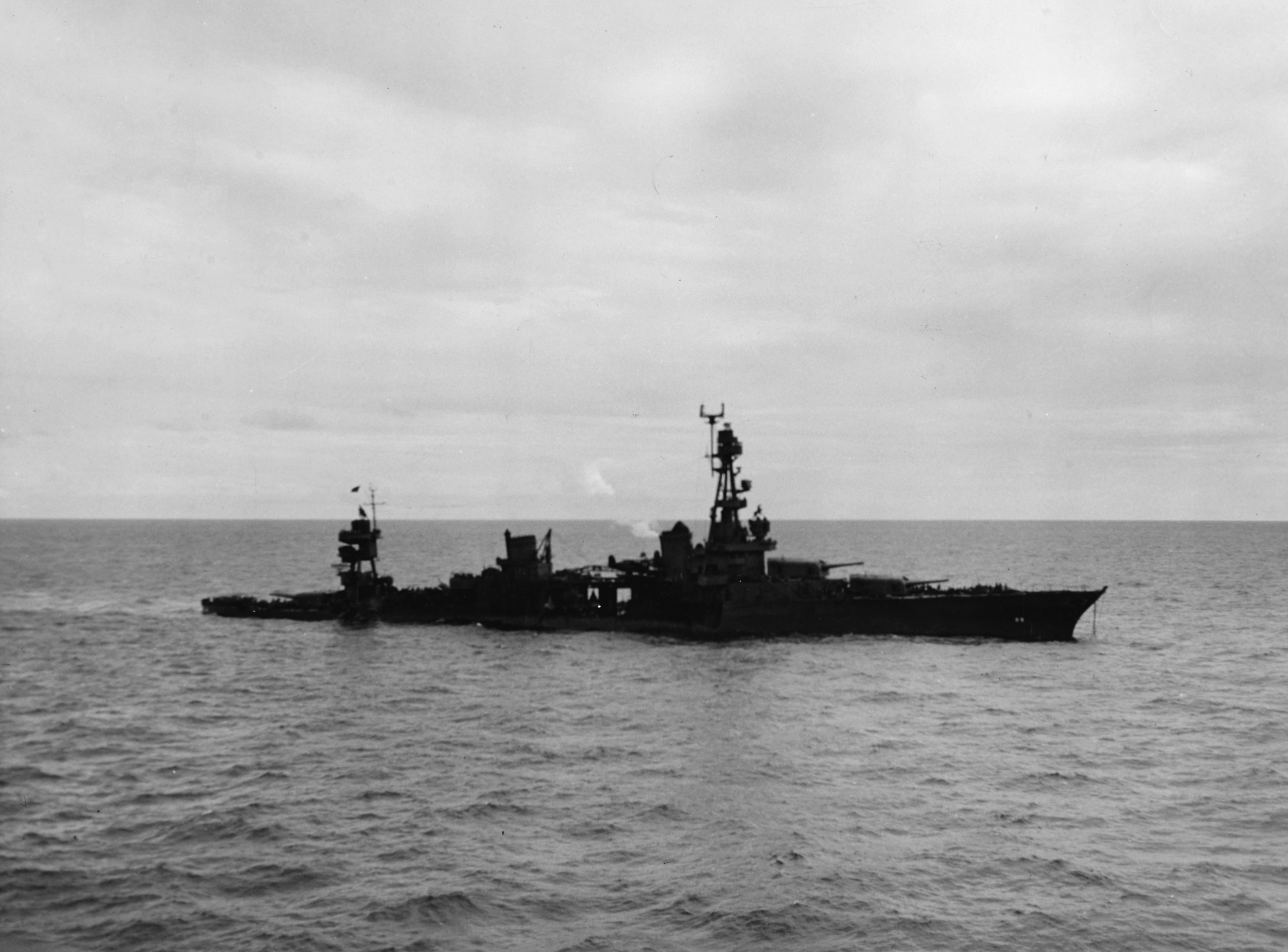
L en train de couler le 30 janvier durant la bataille de l'île de Rennell.

Patch, se méfiant de ce qu'il pensait être une imminente offensive japonaise, n'engagea qu'une portion relativement limitée de troupes pour continuer la lente offensive contre les forces de Hyakutake. Le 29 janvier, Halsey, agissant à partir des mêmes renseignements envoya vers Guadalcanal un convoi de réapprovisionnement protégé par un groupe de croiseurs. Apercevant le groupe naval de croiseurs, les bombardiers nippons à torpilles, attaquèrent cette flotte ce même soir et endommagèrent gravement le croiseur américain Chicago. Le jour suivant, de nouveaux appareils à torpilles attaquèrent et le coulèrent. Halsey donna l'ordre aux reliquats du groupe naval de retourner à sa base et au reste de ses forces navales de prendre position dans la mer de Corail au sud de Guadalcanal, afin d'être prête à contrer ce qui était perçu comme une nouvelle offensive japonaise,,,,.
Pendant ce temps, la 17e armée japonaise se retira vers la côte ouest de Guadalcanal tandis que des unités d'arrière-garde jugulaient l'offensive américaine. Au cours de la nuit du 1er février, 20 destroyers de la 8e flotte de Mikawa, sous les commandement de Shintarō Hashimoto parvinrent à extraire avec succès de l'île 4 935 soldats, principalement de la 38e division. Les Japonais et les Américains perdirent chacun un destroyer par des attaques aériennes liées à cette mission d'évacuation,,,,,.
Dans les nuits des 4 et 7 février, Hashimoto et ses destroyers achevèrent l'évacuation de la plupart des troupes japonaises restantes. Hormis quelques attaques aériennes, les forces alliées, toujours dans l'anticipation d'une grande offensive japonaise, ne firent aucune tentative pour interdire à Hashimoto ces convois d'évacuation. Au total, les Japonais évacuèrent avec succès 10 652 hommes de Guadalcanal. Le 9 février, Patch réalisa que les Japonais étaient partis et déclara Guadalcanal sûre pour les forces alliées, mettant ainsi fin à la campagne,,.

## Conséquences
Après le départ des Japonais, Guadalcanal et Tulagi furent transformées en bases majeures pour soutenir la progression des forces alliées dans la chaîne des îles Salomon. En plus de Henderson Field, deux pistes pour des chasseurs furent construites à Lunga Point et un aérodrome pour bombardiers à Koli Point. Des installations logistiques navales portuaires de grande envergure furent établies à Guadalcanal, Tulagi et Florida. Le mouillage autour de Tulagi devint une importante base avancée pour les navires de guerre alliés ainsi que les bâtiments de transport qui soutenaient la campagne des îles Salomon. Plusieurs unités terrestres majeures furent stationnées dans d'immenses campements et baraquements sur Guadalcanal avant leur déploiement ultérieur dans les Salomon.

### Importance historique
La campagne de Guadalcanal a coûté selon les différentes sources entre 25 000 et 28 580 hommes aux Japonais, dont environ 4 300 marins, les chiffres précis restant difficiles à évaluer. L'opération Ke a permis l'évacuation d'un effectif estimé entre 9 100 et 13 000 hommes toujours selon les différentes sources. Les pertes américaines sont mieux connues et s'élèvent à environ 1 600 au sol, dont une majorité de Marines et environ 5 000 marins lors des batailles navales autour de l'île. Les belligérants ont subi des pertes en avions et en navires de guerre à peu près équivalentes, les Japonais étant, quant à eux, incapables de remplacer leurs pertes en particulier au niveau des aviateurs de l'aéronavale basée à terre après celles de leurs camarades des porte-avions à Midway. À l'issue de la bataille, les Américains n'ont plus qu'un porte-avions, l'Enterprise, et les Britanniques mettront à leur disposition le porte-avions Victorious, qui opérera avec la marine américaine mais ne prendra part à aucune action majeure. Les mois suivants seront difficiles pour les Alliés, surtout les Américains, jusqu'à ce que la puissance industrielle de ces derniers atteigne un niveau de production qui leur permette de déverser sur les théâtres d'opération une profusion d'hommes et de matériel. Matériel qui, au contraire, fera défaut aux Japonais. Ce faisant, la prise de Guadalcanal par les Alliés constitue la première brèche dans le périmètre que le Japon avait établi dans les six premiers mois de la guerre et la preuve que, désormais, les Alliés avaient l'initiative.
Après la bataille de Guadalcanal, les Japonais furent très clairement sur la défensive dans le Pacifique. Leur acharnement à renforcer Guadalcanal avait affaibli les efforts sur d'autres théâtres, contribuant ainsi au succès d'une contre-offensive australienne et américaine en Nouvelle-Guinée, qui culmina avec la capture des bases clés de Buna et de Gona au début de l'année 1943. Les Alliés avaient ainsi gagné une initiative stratégique qu'ils n'abandonnèrent plus par la suite. Au mois de juin, ils lancèrent l'opération Cartwheel qui, après modification au mois d'août 1943, formalisa la stratégie d'isolement de Rabaul et de coupure des lignes de communication maritimes. La neutralisation ultérieure de Rabaul et les forces alliées qui y furent concentrées facilitèrent la campagne du Pacifique Sud-Ouest sous le commandement du général MacArthur et la campagne de saute-mouton d'île en île du Pacifique central sous les ordres de l'amiral Nimitz, les deux axes d'efforts progressant avec succès vers le Japon. Le reliquat des défenses japonaises dans la zone du Pacifique Sud fut par la suite détruit ou contourné par les forces alliées alors que la guerre avançait vers sa conclusion,.

### Question des ressources
La bataille de Guadalcanal fut l'une des premières campagnes prolongées dans le Pacifique, en parallèle de la campagne concurrente mais néanmoins liée des îles Salomon. Les deux campagnes furent des batailles qui mirent à rude épreuve les capacités logistiques des nations combattantes impliquées. Au début de la campagne, les Américains furent limités par les difficultés d'approvisionnement en raison des nombreuses pertes de croiseurs et porte-avions, qui n'avaient pas encore été compensées par les importants programmes de construction navale. Ce besoin incita pour la première fois au développement d'une capacité de transport aérien efficace. À défaut d'acquérir la supériorité aérienne, le Japon dut recourir aux barges, aux destroyers et aux sous-marins pour acheminer les renforts, avec des résultats très inégaux,.

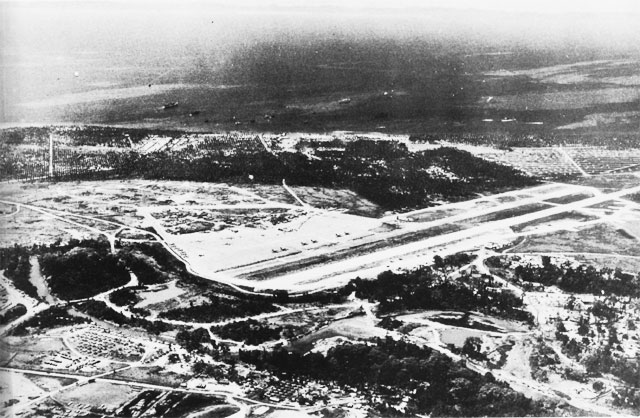
Henderson Field au mois d'août 1944.

La Marine américaine subit des pertes humaines si élevées durant la campagne qu'elle refusa de publier officiellement le chiffre global des victimes pendant plusieurs années. Cependant, alors que la campagne se poursuivait et que le public américain percevait la situation critique à Guadalcanal et l'héroïsme des forces américaines, davantage de moyens furent envoyés dans la zone. Cela représentait un gros problème pour le Japon, dont le complexe militaro-industriel s'avéra incapable de suivre l'intensité de la production de l'industrie américaine. Ainsi, les Japonais perdaient des unités irremplaçables tandis que celles des Américains étaient rapidement remplacées et même renforcées,.
La campagne de Guadalcanal fut coûteuse pour le Japon d'un point de vue stratégique ainsi qu'en termes de pertes matérielles et humaines. Environ 25 000 combattants expérimentés furent tués au cours de la campagne. La ponction sur les ressources contribua directement à l'échec du Japon à atteindre son objectif dans la campagne de Nouvelle-Guinée. L'État japonais perdit également le contrôle du Sud des îles Salomon et ainsi la possibilité d'interdire les liaisons maritimes alliées vers l'Australie. La principale base japonaise à Rabaul fut dès lors directement menacée par la puissance aérienne alliée. Plus important encore, des forces terrestres, aériennes et navales limitées avaient disparu à jamais dans la jungle de Guadalcanal et les mers environnantes. Les Japonais ne furent, par la suite, jamais en mesure de remplacer aussi vite que les Alliés les avions et les navires détruits et coulés au cours de cette campagne, de même que les équipages de vétérans hautement expérimentés, en particulier les équipages aéronavals,,.

### Question stratégique
La victoire alliée à la bataille de Midway permit aux États-Unis de rétablir la parité navale dans le Pacifique. Cependant, ce fait seul ne changea pas le cours de la guerre. C'est seulement après les victoires alliées à Guadalcanal et en Nouvelle-Guinée que la poussée offensive japonaise prit fin et que l'initiative stratégique passa du côté des Alliés, de manière permanente comme il s'avéra ensuite. La campagne de Guadalcanal mit un terme à toutes les tentatives d'expansion japonaises et plaça les Alliés très clairement en position de suprématie,. Cette victoire fut ainsi le premier maillon d'une longue chaîne de succès qui finalement mena à la reddition du Japon et à l'occupation des îles japonaises,,.
La politique de l'« Europe d'abord » adoptée par les États-Unis avait initialement permis uniquement des actions défensives face à l'expansion japonaise, afin de concentrer les ressources sur la défaite de l'Allemagne. Cependant, l'argument de l'amiral King pour l'invasion de Guadalcanal, ainsi que sa mise en œuvre avec succès, convainquirent Franklin Delano Roosevelt que le théâtre Pacifique pouvait tout aussi bien être appréhendé de manière offensive sans remettre en question la priorité donnée à l'Europe. À la fin de l'année 1942, il était clair que le Japon avait perdu la campagne de Guadalcanal. Ce fut un sérieux coup porté aux plans stratégiques du Japon pour la défense de son empire et une victoire inattendue pour les Américains,,,
La victoire psychologique fut probablement tout aussi importante que la victoire militaire. Sur un pied d'égalité, les Alliés avaient battu les meilleures forces terrestres, aériennes et navales du Japon. Après Guadalcanal, les soldats alliés considérèrent les armées japonaises avec beaucoup moins de crainte et d'admiration qu'auparavant. Avec l'arrivée de nouveaux renforts début 1943, les chances de victoire pour les Alliés dans la guerre du Pacifique se trouvèrent décuplées.

« Le Tokyo Express n'a plus de terminus sur Guadalcanal. »

« Guadalcanal n'est plus simplement le nom d'une île dans l'histoire militaire du Japon. C'est le nom du cimetière de l'armée japonaise. »

Au-delà de Kawaguchi, plusieurs responsables politiques et militaires japonais, y compris Naoki Hoshino, l'amiral Nagano et Torashirō Kawabe, affirmèrent peu après la guerre que Guadalcanal fut le tournant décisif du conflit. « En ce qui concerne le tournant [de la guerre], le moment où l'action positive a cessé ou est même devenu négative, c'était, je crois, à Guadalcanal. »

## Sources
: document utilisé comme source pour la rédaction de cet article.

### Ouvrages principaux
- (en) Joseph H. Alexander, Edson's Raiders: The 1st Marine Raider Battalion in World War II, Naval Institute Press, 2000 (ISBN 9781557500205, présentation en ligne).
- (en) Eric M. Bergerud, Touched with Fire: The Land War in the South Pacific, Penguin, 1997 (ISBN 9780140246964, présentation en ligne).
- (en) Herbert C. Brown, Hell at Tassafaronga: The History of the Heavy Cruiser New Orleans (CA 32), Ancient Mariners Press Llc, 2001 (ISBN 9780970072146).
- (en) Martin Clemens, Alone on Guadalcanal: A Coastwatcher's Story, Bluejacket Books, 2004 (ISBN 1591141249, présentation en ligne).
- (en) Russell Sydnor Crenshaw, South Pacific Destroyer: The Battle for the Solomons from Savo Island to Vella Gulf, Naval Institute Press, 1998 (ISBN 155750136X).
- (en) Russel Sydnor Crenshaw, The Battle of Tassafaronga, Naval Institute Press, 2010 (ISBN 9781591141464, présentation en ligne).
- (en) Paul S. Dull, A Battle History of the Imperial Japanese Navy, 1941-1945, Naval Institute Press, 2007 (1re éd. 1978) (ISBN 9781591142195, présentation en ligne).
- (en) David C. Evans, The Japanese Navy in World War II : In the Words of Former Japanese Naval Officers, Annapolis, Maryland, Naval Institute Press, 1986, 2e éd. (ISBN 9780870213168), « The Struggle for Guadalcanal ».
- (en) Richard B. Frank, Guadalcanal: The Definitive Account of the Landmark Battle, New York, Penguin Group USA, 1er janvier 1992 (1re éd. 1990) (ISBN 9780140165616, présentation en ligne).
- (en) Oscar E. Gilbert, Marine Tank Battles of the Pacific, Da Capo press, 15 janvier 2001 (ISBN 9781580970501, présentation en ligne).
- (en) Samuel B. Griffith, The Battle for Guadalcanal, Champaign, Illinois, USA, University of Illinois Press, 13 juillet 2000 (réimpr. 1991) (1re éd. 1963) (ISBN 9780252068911).
- (en) Eric Hammel, Guadalcanal, Decision at Sea: The Naval Battle of Guadalcanal, November 13-15, 1942, Pacifica Military History, 1988 (ISBN 9781890988197, présentation en ligne).
- (en) Eric Hammel, Carrier Clash: The Invasion of Guadalcanal & The Battle of the Eastern Solomons August 1942, St. Paul, Minnesota, USA, Zenith Press, 11 novembre 2004 (ISBN 9780760320525, présentation en ligne).
- (en) Eric Hammel, Carrier Strike: The Battle of the Santa Cruz Islands, October 1942, Pacifica Press, 1999 (ISBN 0935553371).
- (en) Tameichi Hara, Japanese Destroyer Captain, New York & Toronto, Ballantine Books, 1961 (ISBN 0345278941).
- (en) Saburo Hayashi, Kogun: The Japanese Army in the Pacific War, Greenwood Pub Group, juin 1979 (ISBN 9780313202919, présentation en ligne).
- (en) Carl K. Hixon, Guadalcanal: An American History, Naval Institute Press, 1999 (ISBN 9781557503459).
- (en) Frank O. Hough, Verle E. Ludwig et Henry I. Shaw Jr., Pearl Harbor to Guadalcanal, CreateSpace Independent Publishing Platform, 2013 (ISBN 9781481969253, lire en ligne).
- Michel Hérubel, La Bataille de Guadalcanal, Presses de la Cité, 1988 (ISBN 9782258021006).
- (en) James D. Hornfischer, Neptune's Inferno: The U.S. Navy at Guadalcanal, New York, Bantam Books, 2011 (ISBN 9780553806700 et 9780553908077, présentation en ligne).
- (en) Stanley C. Jersey, Hell's Islands: The Untold Story of Guadalcanal, College Station, Texas A&M University Press, 6 décembre 2007 (ISBN 9781585446162, présentation en ligne).
- (en) C. W. Kilpatrick, Naval Night Battles of the Solomons, Exposition Press, juin 1987 (ISBN 9780682403337).
- (en) Kerry L. Lane, Guadalcanal Marine, University Press of Mississippi, 2004 (ISBN 9781578066643, présentation en ligne).
- (en) Roger Letourneau et Dennis Letourneau, Operation KE: The Cactus Air Force and the Japanese Withdrawal from Guadalcanal, Naval Institute Press, 15 novembre 2012 (ISBN 9781591144465, présentation en ligne).
- (en) Bruce Loxton et Christopher David Coulthard-Clark, The Shame of Savo: Anatomy of a Naval Disaster, US Naval Institute Press, 1er mars 1997 (1re éd. 1994) (ISBN 9781557508386, présentation en ligne).
- (en) John B. Lundstrom, The First Team And the Guadalcanal Campaign: Naval Fighter Combat from August to November 1942, Naval Institute Press, 15 octobre 2005 (1re éd. 1993) (ISBN 9781591144724, présentation en ligne).
- (en) William Manchester, Goodbye, Darkness A Memoir of the Pacific, Boston, Little, Brown, and Company, 15 décembre 2008 (1re éd. 1979) (ISBN 0316545015 et 9780316054638).
- (en) William L. McGee, The Solomons Campaigns, 1942-1943: From Guadalcanal to Bougainville-Pacific War Turning Point, vol. 2 : Amphibious Operations in the South Pacific in WWII, BMC Publications, 1er janvier 2002 (ISBN 9780970167873).
- (en) Thomas G. Miller, Cactus Air Force, Harper & Row, juin 1969 (ISBN 9780934841177).
- (en) Samuel Eliot Morison, History of United States Naval Operations in World War II, vol. 5 : The Struggle for Guadalcanal, August 1942 - February 1943, University of Illinois Press, 28 juin 2001 (réimpr. 1977) (1re éd. 1949) (ISBN 9780252069963, présentation en ligne).
- (en) Williamson Murray et Allan R. Millett, A War To Be Won: Fighting the Second World War, United States of America, Harvard University Press, coll. « Belknap Press series », 30 juin 2009 (1re éd. 1990) (ISBN 9780674041301, présentation en ligne).
- Henri Ortholan, La bataille de Guadalcanal : 1942 - 1943, Bernard Giovanangeli Éditeur, 26 novembre 2009 (ISBN 9782758700531).
- (en) Oscar F. Peatross, John P. McCarthy (rédacteur) et John Clayborne (rédacteur), Bless 'em All: The Raider Marines of World War II, ReView Publications, 1995 (ISBN 9780965232500).
- (en) Theodore Roscoe, United States Destroyer Operations in World War II., Naval Institute Press, 1er juin 1953 (ISBN 9780870217265, présentation en ligne).
- (en) Gordon L. Rottman, Japanese Army in World War II: The South Pacific and New Guinea, 1942-43, Oxford and New York, Osprey Publishing, 10 décembre 2005 (ISBN 9781841768700, présentation en ligne).
- (en) Henry J. Shaw, Jr., First Offensive: The Marine Campaign for Guadalcanal, DIANE Publishing, 28 juin 1992 (ISBN 9780788135255, présentation en ligne, lire en ligne).
- (en) Michael S. Smith, Bloody Ridge: The Battle That Saved Guadalcanal, Presidio Press, 1er octobre 2000 (ISBN 9780891417187, présentation en ligne).
- (en) John Toland, The Rising Sun: The Decline and Fall of the Japanese Empire, 1936-1945, New York, The Modern Library, 28 mai 2003 (1re éd. 1970) (ISBN 9780812968583, présentation en ligne).

### Internet
- (en) Charles R. Anderson, Guadalcanal, United States Army Center of Military History, coll. « The U.S. Army Campaigns of World War II », 1993 (lire en ligne).
- (en) Steven (traducteur) Bullard, Japanese army operations in the South Pacific Area New Britain and Papua campaigns, 1942-43, Canberra, Australian War Memorial, coll. « Senshi Sōsho (extraits traduits) », 2007 (ISBN 978-0-9751904-8-7, lire en ligne).
- (en) John Miller Jr., « Cartwheel: The Reduction of Rabaul », United States Army in World War II: The War in the Pacific, Office of the Chief of Military History, U.S. Department of the Army, 1959 (consulté le 20 octobre 2006), p. 418.
- (en) Jon Parshall, Bob Hackett, Sander Kingsepp et Allyn Nevitt, « Imperial Japanese Navy Page (Combinedfleet.com) », sur combinedfleet.com (consulté le 14 juin 2006).
- (en) U.S. Navy, « Chapter XXV: Campaign in the Solomons », Building the Navy's Bases in World War II: History of the Bureau of Yards and Docks and the Civil Engineer Corps, 1940-1946, U.S. Department of the Navy, Bureau of Yards and Docks (consulté le 8 décembre 2006).
- (en) John L. Zimmerman, « The Guadalcanal Campaign », Marines in World War II Historical Monograph, 1949 (consulté le 4 juillet 2006).
- (en) USSBS, « Battle of Tassafaronga, 30 November 1942 », sur ibiblio.org

.

### autres sources
- (en) Cet article est partiellement ou en totalité issu de l’article de Wikipédia en anglais intitulé « Guadalcanal Campaign » (voir la liste des auteurs)..
- (en) The Guadalcanal Campaign, by Major John L. Zimmerman, USMCR Historical Section, Division of Public Information, Headquarters, U.S. Marine Corps, 1949.
- (en) Guadalcanal.
- (en) Chronology of Guadalcanal.

#### Ouvrages
- (en) Saul M. Braun, The struggle for Guadalcanal (American battles and campaigns), Putnam, 1969 (ISBN 1591141141).
- (en) Bureau of Yards and Docks, Seabee Book-Building the Navy's Bases in World War II: A History of the Bureau of Yards and Docks, 1940-1946, Volume 2, Washington, United States Government Printing Office, 1947 (ISBN 9781460949641, présentation en ligne).
- (en) Christopher Chant, The Encyclopedia of Codenames of World War II, Routledge, 2013 (ISBN 9781134647873).
- (en) James F. Christ, Battalion of the Damned: The 1st Marine Paratroopers at Gavutu and Bloody Ridge, 1942, Naval Institute Press, 2007.
- (en) Jack Coggins, The campaign for Guadalcanal: A battle that made history, DoubleDay, 1972 (ISBN 0385043546).
- (en) John Crawford, New Zealand's Pacific frontline: Guadalcanal-Solomon Islands Campaign, 1942-45, New Zealand Defence Force, 1992 (ISBN 0-473-01537-4).
- (en) Andrieu D'Albas, Death of a Navy: Japanese Naval Action in World War II, Devin-Adair Pub, 1965 (ISBN 081595302X).
- (en) Jefferson DeBlanc, Guadalcanal Air War, The: Col. Jefferson DeBlanc's Story, Pelican, 2008 (ISBN 9781589805873).
- (en) Dale Dye, The road to victory: from Pearl Harbor to Okinawa, Osprey Publishing, 2011 (ISBN 9781849088879).
- Christian-Jacques Ehrengardt, La Guerre aérienne 1939 - 1945, Paris, Éditions Tallandier, 1996.
- (en) Arthur C. Farrington, The Leatherneck Boys: A Pfc at the Battle for Guadalcanal, Sunflower University Press, 1994 (ISBN 0897451805).
- (en) Eric Augustus Feldt, The Coastwatchers, Victoria, Australia, Penguin Books, 1946 (texte original), 1991 (dernière édition) (ISBN 0140149260).
- (en) Robert Lee Hadden, The Geology of Guadalcanal: a Selected Bibliography of the Geology, Natural History, and the History of Guadalcanal, Alexandria, Virginia, Topographic Engineeering Center, Engineer Research and Development Center, US Army Corps of Engineers, 2007, 360 p. (lire en ligne). — Répertorie les sources d'information au sujet des corps des Marines de la patrouille de reconnaissance du Lieutenant-colonel Frank B. Goettge qui tomba dans une embuscade au mois d'août 1942.
- (en) Eric Hammel, Coral Blood, Pacifica Military History, 2010 (ISBN 9781890988159).
- (en) John Hersey, Into the Valley: Marines at Guadalcanal, Bison Books, 2002 (paperback edition) (ISBN 0803273282).
- (en) Edwin P. Hoyt, Guadalcanal, Military Heritage Press, 1982 (ISBN 0880291842).
- (en) Richard G. Hubler et John A Dechant, Flying Leathernecks – The Complete Record of Marine Corps Aviation in Action 1941-1944., Garden City, New York, Doubleday, Doran & Co., Inc, 1944.
- (en) Robert Leckie, Helmet for my Pillow, ibooks, Inc., 2001 (réédition) (ISBN 1596870923).
- (en) Robert Leckie, Challenge for the Pacific: the Bloody Six-month Battle Of Guadalcanal, Da Capo Press, 1999 (ISBN 0306809117).
- (en) Robert Leckie, Strong men armed: the United States Marines against Japan, Da Capo Press, 2011 (ISBN 9780306818929).
- (en) Walter Lord, Lonely Vigil; Coastwatchers of the Solomons, New York, Naval Institute Press, 1977 (ISBN 1591144663).
- (en) John B. Lundstrom, Black Shoe Carrier Admiral: Frank Jack Fletcher at Coral Seas, Midway & Guadalcanal, Annapolis, Maryland, USA, Naval Institute Press, 2006 (ISBN 1591144752).
- (en) Ore J. Marion, Thomas Cuddihy et Edward Cuddihy, On the Canal: The Marines of L-3-5 on Guadalcanal, 1942, Stackpole Books, 2004 (ISBN 0811731499).
- (en) Herbert Christian Merillat, Guadalcanal Remembered, University Alabama Press, 1982 (ISBN 0-8173-1290-0).
- (en) Herbert L. Merillat, The Island: A History of the prénom1 Marine Division on Guadalcanal, August 7 - December 9, 1942, Houghton Mifflin Company, 1944 (ASIN B0007DORUE).
- (en) John Jr. Miller, Guadalcanal: The first Offensive, Washington, D.C., United States Army Center of Military History, coll. « United States Army in World War II », 1995 (1re éd. 1949) (lire en ligne).
- (en) Joseph Mueller, Guadalcanal 1942: The Marines Strike Back, London, Osprey, coll. « Campaign series » (no 18), 1992 (ISBN 9781855322530, OCLC 28111740).
- (en) Robert Sinclair Parkin, Blood on the Sea: American Destroyers Lost in World War II, Da Capo Press, 1995 (ISBN 0306810697).
- (en) Jonathan B. Parshall et Anthony P. Tully, Shattered Sword, Potomac Books, Inc., 2005 (ISBN 9781597973090, présentation en ligne).
- (en) Henry Varnum Poor, Henry A. Mustin et Colin G. Jameson, The Battles of Cape Esperance, 11 October 1942 and Santa Cruz Islands, October 26, 1942 (Combat Narratives. Solomon Islands Campaign, 4-5), Naval Historical Center, 1994 (ISBN 0-945274-21-1).
- (en) Floyd W. Radike, Across the Dark Islands: The War in the Pacific, New York, Presidio Press, 2003 (ISBN 0891417745).
- (en) Don Richter, Where the Sun Stood Still: The Untold Story of Sir Jacob Vouza and the Guadalcanal Campaign, Toucan, 1992 (ISBN 0-9611696-3-X).
- (en) Lisle Abbott Rose, The Ship that Held the Line: The USS Hornet and the prénom1 année of the Pacific War, Bluejacket Books, 2002 (ISBN 1-55750-008-8).
- (en) Gordon L. Rottman et Duncan Anderson (consultant editor), U.S. Marine Corps Pacific Theater of Operations 1941-43, Oxford, Osprey, 2004 (ISBN 1-84176-518-X).
- (en) George W. Smith, The Do-or-Die Men: The 1st Marine Raider Battalion at Guadalcanal, Pocket, 2003 (ISBN 0743470052).
- (en) Edward P. Stafford (préf. Paul Stillwell), The Big E: The Story of the USS Enterprise, Naval Institute Press, 2002 (réédition) (ISBN 1-55750-998-0).
- (en) Rafael Steinberg, Island fighting (World War II Collectors Edition), Time-Life Books, 1998 (ISBN 9780783557076).
- (en) Richard Tregaskis, Guadalcanal Diary, Random House, 1943 (ISBN 0-679-64023-1).
- (en) Merrill B. Twining, No Bended Knee: The Battle for Guadalcanal, Novato, California, USA, Presidio Press, 1996 (ISBN 0-89141-826-1).
- (en) David J. Ulbrich, Preparing for Victory: Thomas Holcomb and the Making of the Modern Marine Corps, 1936-183, Naval Institute Press, 2011 (ISBN 9781591149033).
- Charles H. Walker, Combat Officer: A Memoir of War in the South Pacific, New York, Presidio Press, 2004 (ISBN 0345463854).
- (en) Irving Werstein, Guadalcanal, Crowell, 1963.
- (en) H.P. Willmott, The Barrier and the Javelin: Japanese and Allied Pacific Strategies, February to June 1942, Naval Institute Press, 2008 (ISBN 9781591149491, présentation en ligne).
- (en) H.P. Willmott, Robin Cross et Charles Messenger, World War II, Dorling Kindersley, 6 octobre 2005 (ISBN 9781405312622, présentation en ligne).

#### Internet
- (en) Australian War Memorial, « Secondary Bibliography by Author » [bibliography of Japanese-language sources], Australia-Japan Research Project, undated (consulté le 6 novembre 2008).
- (en) James Bowen, « Despite Pearl Harbor, America adopts a 'Germany first' strategy », sur pacificwar.org.au, 30 décembre 2007.
- (en) James Burbeck, « The Guadalcanal Campaign », Flash animated combat map series at The War Times Journal, 2008.
- (en) James Cagney, « An Animated Map History of the Battle for Guadalcanal », HistoryAnimated.com (consulté le 4 septembre 2008).
- (en) Wesley Frank Craven et James Lea Cate, « Vol. IV, The Pacific: Guadalcanal to Saipan, August 1942 to July 1944 », The Army Air Forces in World War II, U.S. Office of Air Force History (consulté le 20 octobre 2006).
- (en) Nancy R. Dillard, « Operational Leadership: A Case Study of Two Extremes during Operation Watchtower », Joint Military Operations Department, Naval War College, 20 mai 1997 (consulté le 4 août 2009).
- (en) George Carroll Dyer, « The Amphibians Came to Conquer: The Story of Admiral Richmond Kelly Turner », United States Government Printing Office (consulté le 20 octobre 2006).
- (en) Keith D. Emberton, « Operational Leadership Once Beyond the Culminating Point: Perspectives on Calculated Tactical Risk to Achieve Operational Success », Joint Military Operations Department, Naval War College, 1er mai 1996 (consulté le 4 août 2009).
- (en) James R. Garrett, « James R. "Rube" Garrett A Marine Diary: My Experiences on Guadalcanal », An Eyewitness Account of the Battle of Guadalcanal.
- (en) Oliver A. Gillespie, « The Official History of New Zealand in the Second World War, 1939-1945; The Battle for the Solomons (Chapter 7) », New Zealand Electronic Text Center, 1952 (consulté le 11 juillet 2006).
- (en) Peter B. Mersky, « Time of the Aces: Marine Pilots in the Solomons, 1942-1944 », Marines in World War II Commemorative Series, History and Museums Division, Headquarters, U.S. Marine Corps, 1993 (consulté le 20 octobre 2006).
- (en) Clayton R. Newell, « Central Pacific », The U.S. Army Campaigns of World War II, United States Army Center of Military History, 2003 (consulté le 6 août 2008).
- (en) Reports of General MacArthur, vol. II – part I : Japanese Operations in the Southwest Pacific Area, United States Army Center of Military History (lire en ligne) – Traduction des enregistrements officiels par le bureau japonais de démobilisation détaillant la participation de l'armée et de la marine impériales japonaises dans le Pacifique Sud à la guerre du Pacifique.
- (en) U.S. Army Air Forces, « Pacific Counterblow: The 11th Bombardment Group and the 67th Fighter Squadron in the Battle for Guadalcanal », Wings at War, Office of Assistant Chief of Air Staff, Intelligence, 1992 (réédition) (consulté le 8 décembre 2006).

## Autres lectures
- Claude Bertin, Guadalcanal, La lutte pour le Pacifique, Éditions Famot, 2004.
- Robert Chavanac, Sayonara Guadalcanal, roman (côté japonais), Éditions Fleuve Noir, 1969.
- Hugh Morgan, Les As de la Marine impériale japonaise 1941-1945, Royaume-Uni Paris (10 Bd Malesherbes, 75008), Osprey aviation DelPrado, coll. « Les Combats du Ciel » (no 4), 1999 (ISBN 2843490189, OCLC 470290640).
- Styling Mark, Les as du Corsair, Royaume-Uni Paris (10 Bd Malesherbes, 75008), Osprey aviation DelPrado, coll. « Les Combats du Ciel » (no 10), 1999 (ISBN 978-2843490255).
- Barrett Tillman, Les as sur Wildcat, Royaume-Uni Paris (10 Bd Malesherbes, 75008), Osprey aviation DelPrado, coll. « Les Combats du Ciel » (no 12), 1999 (ISBN 2843490294).

### Récits
- Journal de Guadalcanal (livre)
- La Ligne rouge, roman de James Jones
- Helmet for My Pillow, récit autobiographique de Robert Leckie
- Guadalcanal Journal (site internet)

### Filmographie
- Œuvres audiovisuelles de fiction basées sur cette bataille :
  - Les Diables de Guadalcanal, version française de Flying Leathernecks, par Nicholas Ray, 1951
  - L'Orgueil des marines (film)
  - Les Diables de Guadalcanal
  - Journal de Guadalcanal
  - The Gallant Hours (en)
  - L'attaque dura sept jours
  - La Ligne rouge (en anglais : The Thin Red Line), Terrence Malick, 1998, ASIN B00005PJ8T
  - The Pacific, épisode 1, Guadalcanal/Leckie (mini-série télévisée)
- Films documentaires :
  - Guadalcanal : l'île de la mort (en anglais : Guadalcanal The Island Of Death), Time Media Group, 2001, ASIN B00005K2XK
  - Dans le ciel de Guadalcanal, 4e épisode de la 1re saison de la série Les Ailes de la guerre (en), 2008 sur Planète+
  - Victoire à Guadalcanal, 5e épisode de la série Les Chroniques de l'USS Enterprise sur Planète+.